# Singer Motors
Singer (Сінгер) — з 1875 року англійський виробник велосипедів, мотоциклів та автомобілів. Штаб-квартира розташована в місті Ковентрі. У 1955 році компанію купує фірма Rootes Group, а в 1967 році — фірма Chrysler. У 1970 році компанія припинила виробництво автомобілів.

## Джордж Сінгер
Джордж Сінгер народився в 1847 році в Кінгстоні, він покинув школу і пішов працювати у фірму John Penn & Sons (м. Гринвіч), яка займалася виробництвом морських двигунів (Вільям Хіллман працював у цьому ж закладі). 1859 року Старлі, який працював садівником у цій фірмі, залишає своє робоче місце і йде працювати на Newton, Wilson and Co, що знаходилася в Лондоні. Хіллман, Герберт і Сінгер їдуть слідом за ним, через кілька років Старлі засновує власну фірму в Ковентрі — Coventry Sewing Machine Co. Він бере собі на роботу Хіллмана, Герберта і Сінгера. 1868 року Сінгер стає майстром, а йому на той момент було всього 21 рік, наприкінці року з Парижа приїжджає молодий племінник Старлея — Іосіа Тернер, який привозить заморське диво — велосипед «Мішо», який з'явився роком раніше. Тернер пропонує дядькові виробляти аналогічну продукцію, і той іде на цей крок, оскільки у швейній промисловості в цей час відбувається падіння попиту. Старлі перейменовує свою компанію в Coventry Machinists Co і з 1869 року починає виробляти велосипеди, маючи замовлення на 400 велосипедів з Франції, проте там розгорається Франко-прусська війна, а розраховувати доводилося на внутрішній ринок, однак публіка прийняла велосипеди чудово.

## Заснівання компанії. Виробництво велосипедів
У 1873 році Сінгер іде з фірми Старлея працювати на Paragon Cycle Co, але вже через два роки він разом зі своїм зведеним братом Джеймсом Чарльзом Стрінгером засновують свою фірму з виробництва велосипедів — Singer and Co. 1878 року брати патентують велосипед власної конструкції. Велосипедний бізнес ішов непогано, і навіть королева Португалії купує їхню продукцію. У 1890 році Джордж будує велосипед для свого брата Роберта, у якого були ноги різної довжини, він встановив педалі різної довжини, за що преса охрестила цей продукт «Xtra Ordinaries» — екстраординарним.
У 1895 році створюється акціонерне товариство Singer Cycle Co, в раді директорів якого значилися граф Уорік, граф Норбурі, Севіль Ламлі, Пейдж Мослі, Фредерік Фабер МакКейб і сам Джордж Сінгер. Це товариство викуповує активи фірми Singer and Co, вся операція була виконана на гроші Ернеста Тера Хулі, який, крім цього підприємства, скупив ще фірми Bovril Co, Coventry Machinists Co, Cycle Manufacturers Tube Co, Dunlop Pneumatic Tyre Co, Raleigh Cycle Co, Schweppes Ltd, Swift Cycle Co, Trent Cycle Co та іноземні дочірні підприємства фірми Humber, таким чином стаючи велосипедним магнатом.

## Виробництво мотоциклів

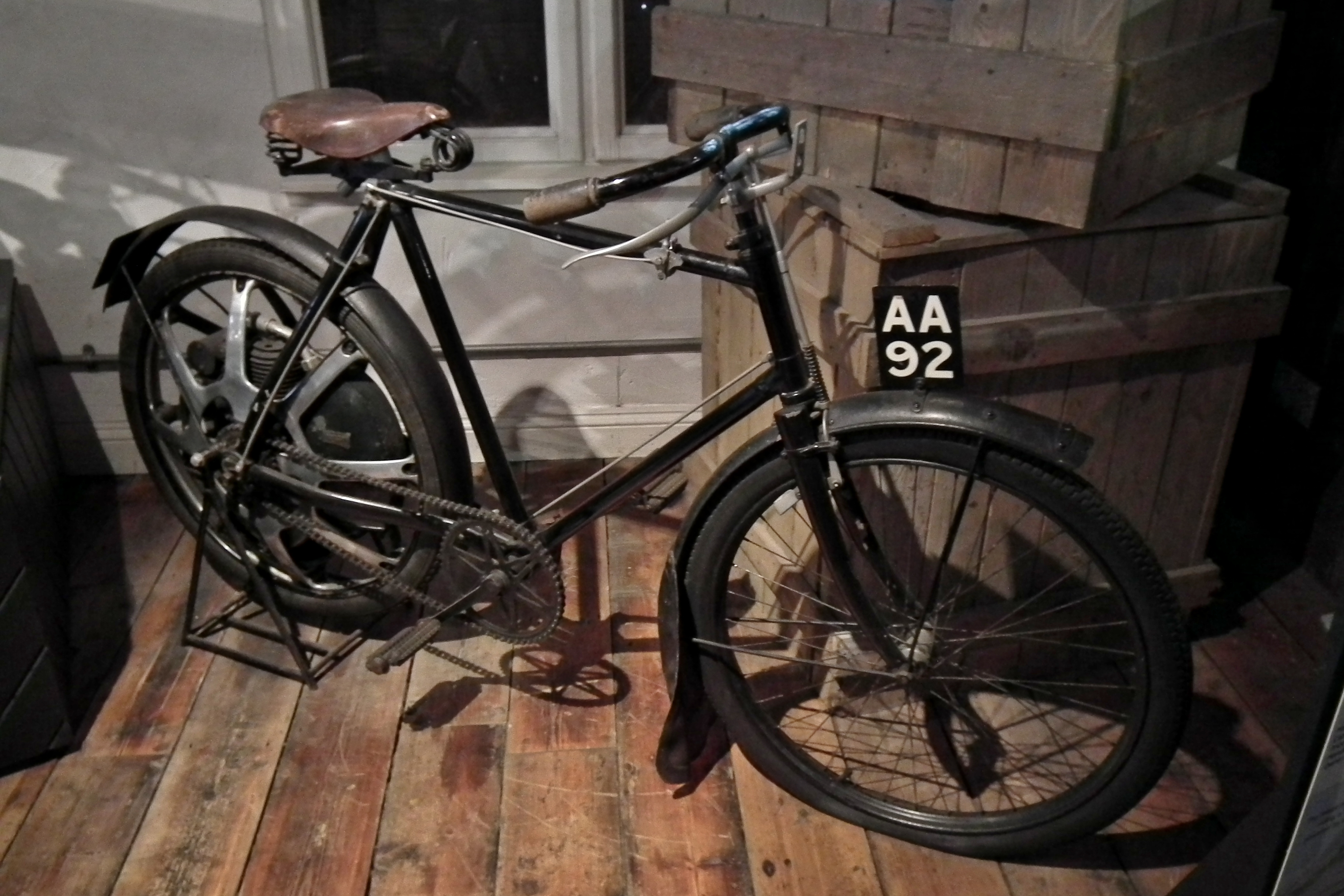
Perks & Birch 2HP

У 1901 році велосипедна фірма нарешті вирішує вийти на ринок моторних транспортних засобів, для цього у фірми Perks & Birch Motor купується патент на їхній винахід. Едвін Перкс і Френк Бірч сконструювали в 1899 році мотоцикл, у якого одноциліндровий 2-сильний 222-кубовий двигун встановлювався в колесо між алюмінієвими спицями.
Мотоцикл, що не мав коробки передач і надійного приводу, міг мати заднє розташування мотора або переднє, але в такому випадку мотоцикл мав три колеса. Самі Перкс і Бірч були взяті на роботу в Singer Cycle Co.

## Початок виробництва автомобілів
У 1903 році Сінгер і Стрінгер викуповують фірму у Ернеста Тера Хулі і перейменовують її назад у Singer and Co. З наступного року фірма починає випускати мотоцикли традиційної конструкції, а з 1905 року з'явилися перші автомобілі марки Singer. Як і у випадку з мотоциклами, було вирішено звернутися до сторонніх інженерів, цього разу вибір ліг на фірму Lea-Francis: Лі колись працював на Сінгера і навіть запатентував, перебуваючи у нього в майстрах, стрічкове гальмо заднього колеса. Однак не Лі і не Френсіс були авторами автомобіля, а Олександр Крейг. Крейг побудував 3-циліндровий двигун, об'ємом 1.4 л, який видавав 15 к.с., серед особливостей мотора був верхній розподілвал і надмірно довгі тяги поршня, мотор був дуже плавним, але відлякував покупців через свою незвичайну конструкцію. Автомобілі вироблялися на потужностях Lea-Francis.
У 1906 році в рамках фірми Singer and Co ґрунтується дочірнє підприємство Singer Motor Company, тоді ж було вирішено будувати власні автомобілі. Перші автомобілі оснащувалися покупними моторами: так, двигунами Aster комплектувалася 4-циліндрова модель 12/14НР з 1.8 л мотором, також існувало дві моделі з моторами фірми White & Poppe, ще одна 12/14НР, але з 2-ма циліндрами, об'ємом 2.5 л, і 20/22НР з 4-циліндровим мотором 3.7 л. Усі ці машини оснащувалися карданним приводом.
Крім чотириколісних машин, представили і триколісний автомобіль 7/9НР (900 кубів і 2 циліндри). Незабаром модельний ряд розширився чотириколісними автомобілями: 8/10НР 2 циліндра і 1.8 л мотор (W & P), 10НР 3 циліндра при 1.3 л об'єму (W & P), 12/15НР з 4-циліндровим Aster, об'ємом 2.4 л. 1908 року більшу модель змінила нова машина — 20/25НР з 3.5 л двигуном, а виробництво трициклів у цей час припинилося, так само, як і мотоциклів конструкції Перкса і Бірча.
На початку січня 1909 року (через 3 дні після Нового року) помирає Джордж Сінгер. Стрінгер, який стає біля керма, перестає закуповувати французькі мотори, віддаючи перевагу британським White & Poppe. Усі попередні моделі знімаються з виробництва, а в каталогах за 1909 рік значилася одна-єдина модель — 16НР з 4-циліндровим 2.5 л двигуном, з 1910 року машину модернізували, і вона, отримавши назву 16/20НР, стала оснащуватися мотором 2.8 л; компанію їй склала нова 20/25НР з 4.7 л мотором. Це були міцно зібрані, надійні автомобілі.
У 1911 році з'являються власні мотори, які встановлювалися на новий модельний ряд, що протримався до Першої світової війни. Це були: 15НР з 2.6 л мотором, з 1912 року пішов бестселер фірми — 10НР з 1.1 л 4-циліндровим двигуном і 25НР з 4.1 л двигуном. Крім цих машин, існувала ще одна модель з покупним 3.3 л двигуном — 20НР. Модель 10НР оснащувалася 4-циліндровим 1.1 л двигуном, коробка передач машини була триступінчастою і розташовувалася в одному блоці із заднім мостом. Ця машина була однією з перших «великих автомобілів у мініатюрі», і мала при скромних розмірах відмінні динамічні параметри.

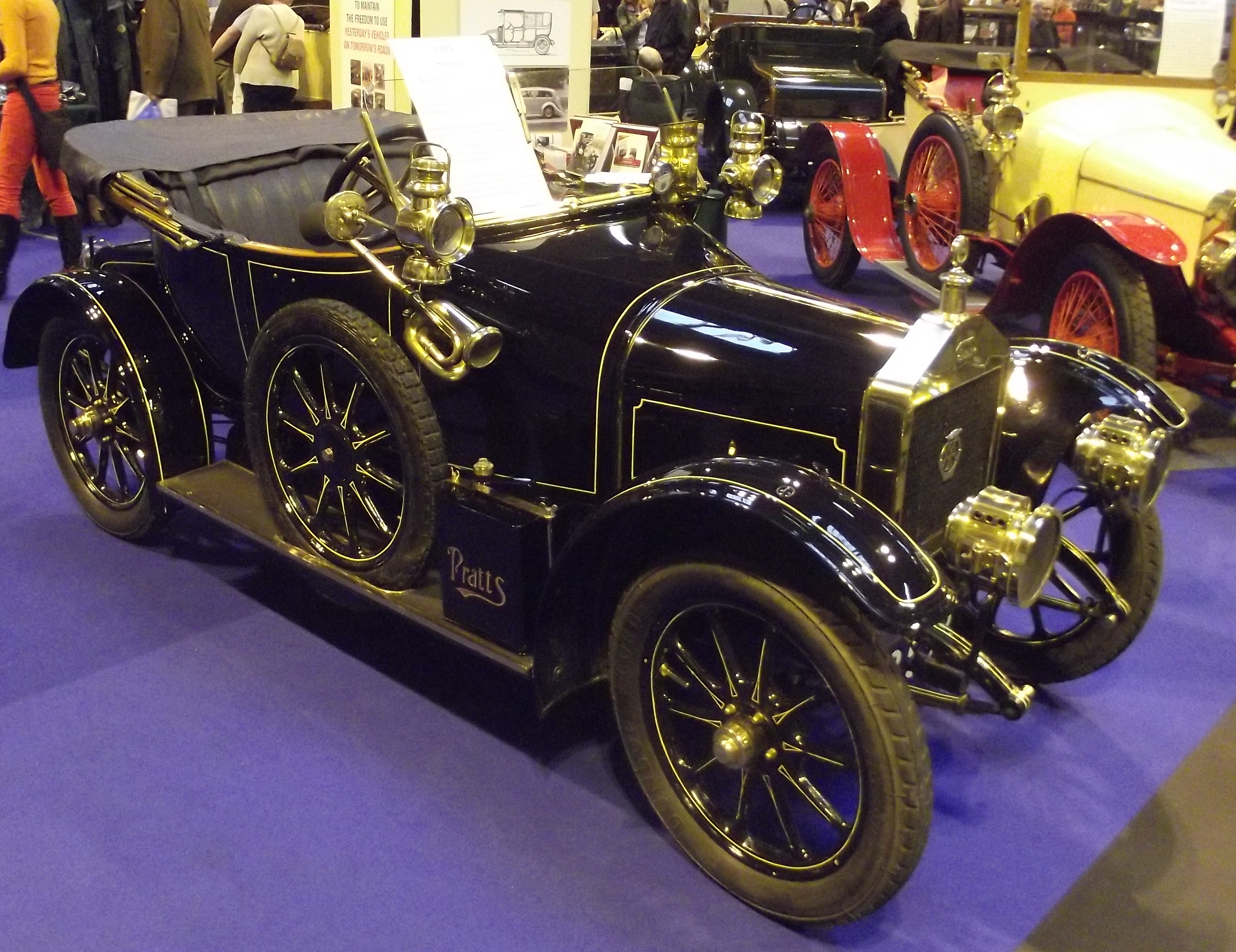
Singer 10HP

Один колишній спортсмен-велосипедист на ім'я Лайонел Мартін вирішив купити ще один автомобіль до вже наявного у нього Rolls-Royce Silver Ghost, і в 1912 році на автошоу «Олімпіа», що проходило в Лондоні, він зупиняється біля боксу фірми Singer. Його увагу привернула модель 10НР, прямо з виставки машину доставляють у Хеннікер М'юс, де вона була повністю розібрана. Мартін переробив конструкцію штовхачів і розподілвала, після доопрацювань він вирішив випробувати автомобіль: максимальна швидкість 1.1 л автомобіля зросла з 65 км/год, що було досить непогано для малюка, до 110 км/год. Така швидкість була недоступна багатьом досить потужним автомобілям. Мартін стає дилером фірми Singer, пропонуючи «гарячі» версії 10НР.
Сам Мартін використовував у повсюдних змаганнях свій автомобіль, у травні 1914 року він перемагає в змаганнях з підйому на пагорб Естон Хілл. Ця перемога спонукала його побудувати власну машину, використовуючи раму від Isotta Fraschini 1908 і мотор фірми Coventry Simplex, якій він дав назву Aston Martin. Однак війна, що почалася, відклала виробництво його спортивних автомобілів.
У 1915 році у виробництві залишалася тільки модель 10НР, випуск інших машин був згорнутий, але, щоб 10НР не залишалося сиротою, було вирішено продавати ще одну модель — 15.9НР з 2.6 л двигуном, але до кінця року виробництво обох моделей припинилося. 1919 року поновлюється виробництво моделей 10НР, які від довоєнних машин відрізнялися тільки ґратами радіатора. Перші 50 машин були викуплені молодим Біллі (Вільямом) Рутсом, який до війни був учнем на заводах фірми. Він перепродує машини і тим самим заробляє перший капітал для створення своєї автомобільної імперії. Тим часом продажі машин пішли вгору, оскільки повоєнна Європа потребувала доступних і легких автомобілів, а 10НР була якраз трохи важчою новомодних «циклокарів». 1920 року Singer Motor Co починає скуповувати інші підприємства, першою покупкою стала фірма Coventry Premier, яку колись заснував колишній колега Сінгера — Вільям Хіллман (Premier Cycle Co), а з 1914 року ця компанія виробляла 3-колісні автомобілі, виробництво яких тривало до 1923 року, після чого під цією маркою продавали той же Singer 10HP, а в 1924 році марка канула в історію.

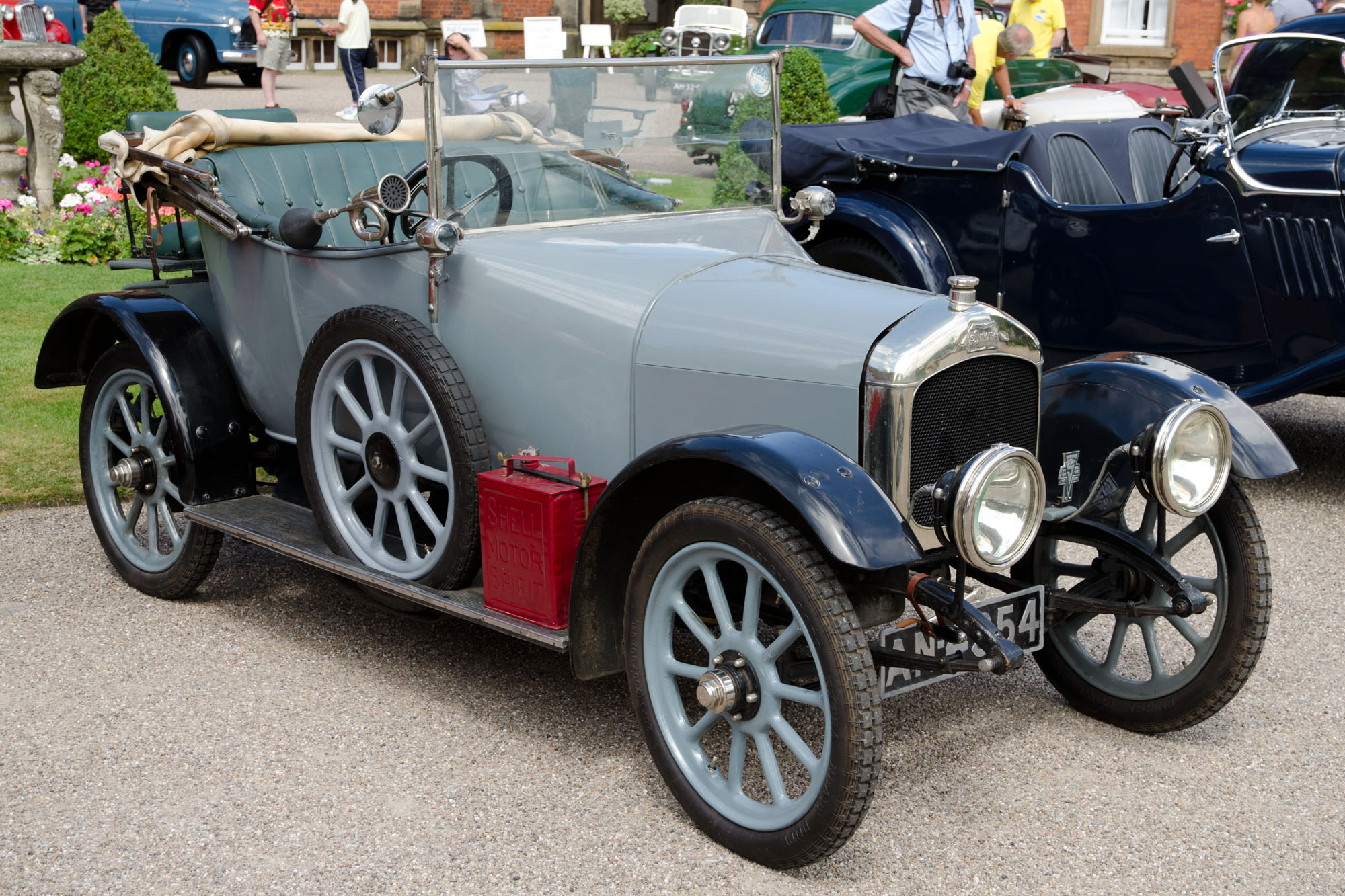
Singer 10HP

У 1921 році модель 10НР ґрунтовно переробили, модернізація торкнулася шасі: коробку передач перенесли на традиційне для них місце, підвіска отримала нові ресори, а спицьовані колеса поступилися місцем дисковим, які поставляла фірма Michelin. Цього року Бікнелл виграє 200-мильні гонки на трасі Брукландс, встановивши рекорд кола з середньою швидкістю в 120 км/год.
У 1922 році головою фірми стає Родольф Фан Де Салі, тоді ж з'являється перша 6-циліндрова модель — 15НР, під капотом цієї машини розташовувався 2-літровий двигун, блок якого був виготовлений з алюмінію. Від молодшої машини вона відрізнялася тільки конструкцією підвіски — ззаду вона була консольною. 1923 року 10НР отримує новий агрегат з верхнім розташуванням клапанів, цей двигун стане основою для всіх наступних моторів на довгі роки.

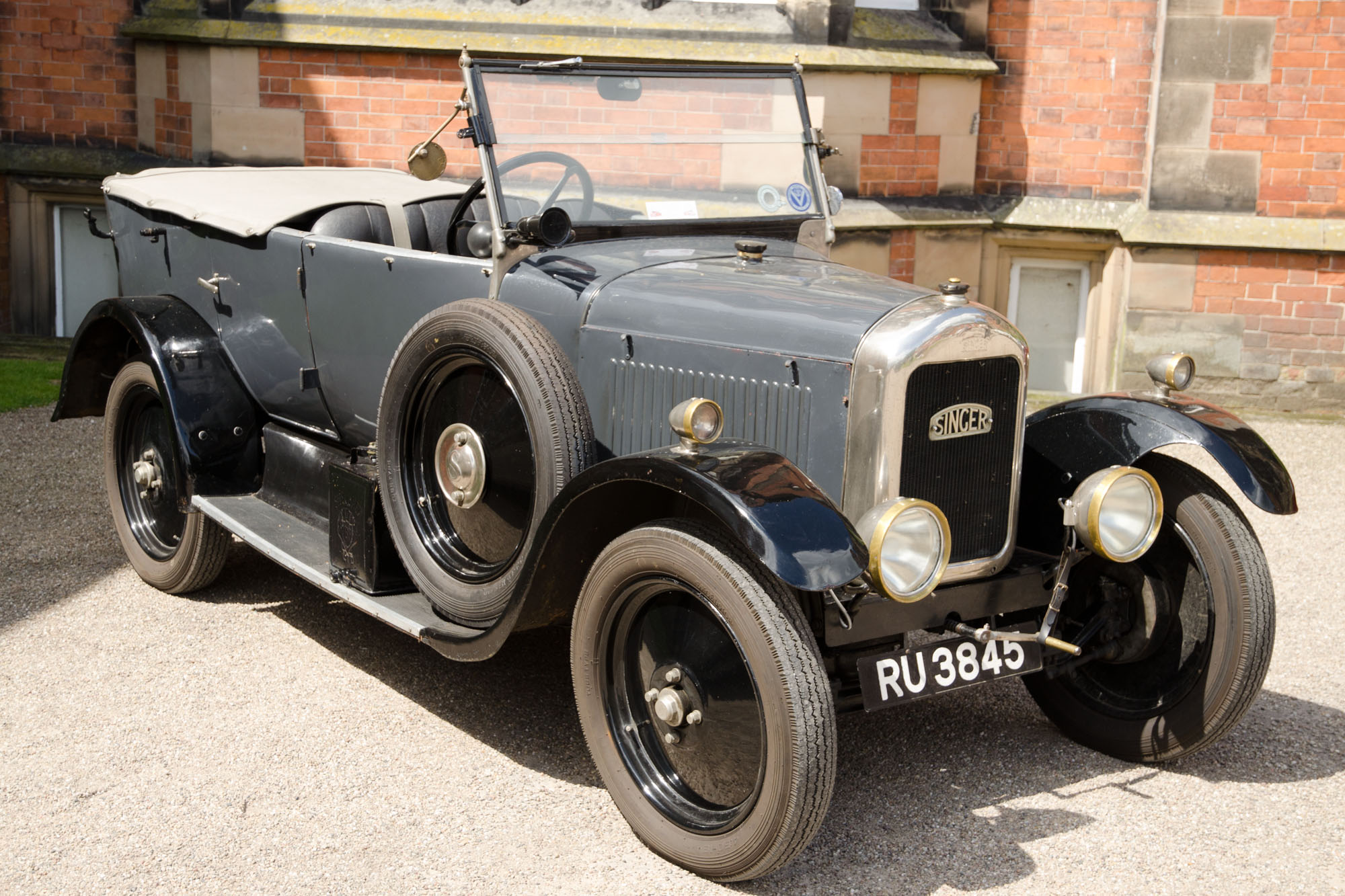
Singer 10/26HP

У цей період фірма купує компанію Coventry Repetition Co (що виготовляла болти, ланцюги і т. д.), Sparkbrook Manufacturing Company (яка до покупки випускала мотоцикли) і Calcott Brothers (автомобільний виробник). Тим часом компанія однією з перших на британському ринку починає пропонувати своїм клієнтам легкі новомодні кузови фірми Weymann, яка виготовляла їх з дерев'яного каркаса, оббитого штучною шкірою. Восени 1924 року 10НР змінила нова модель — 10/26НР з 1.3 л мотором, ця машина дуже непогано розходилася завдяки розумній ціні.

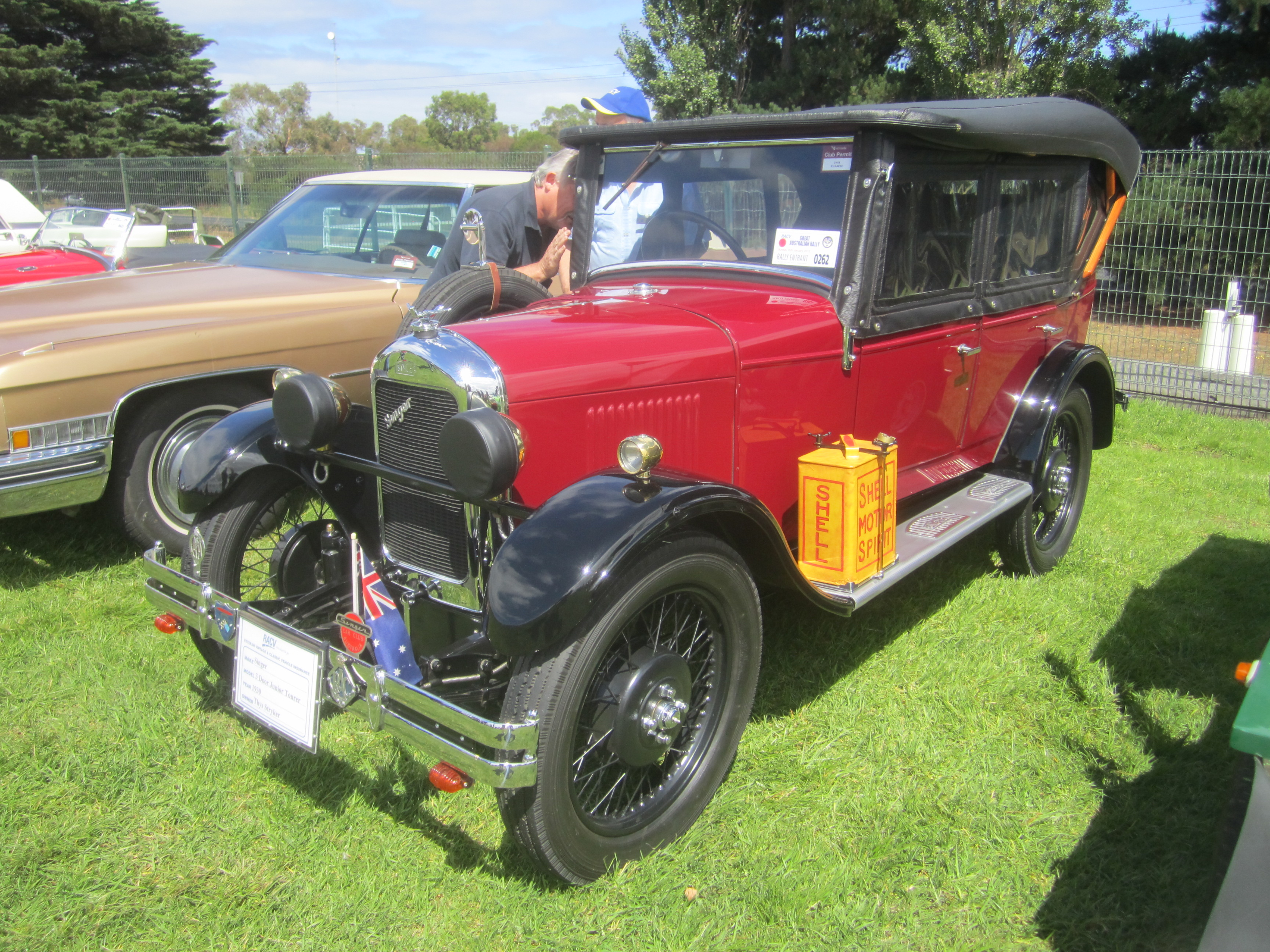
Singer Junior Tourer

У 1925 році виробництво 6-циліндрової машини припиняється, а виробничі потужності щойно купленої фірми Calcott Brothers переробляються під склад запчастин і офіційний сервіс марки Singer. 1926 року, усвідомивши, що колишня модель росте в габаритах і об'ємі мотора, ідучи з тієї ніші, завдяки якій марка і розкрутилася, була запущена нова початкова модель — 8НР з 850-кубовим мотором, тоді ж модель 10/26НР отримала нові ресори, а також з'явилася більша модель 14/34НР з 6-циліндровим 1.8 л двигуном, який також мав верхній розподілвал. Ця топова модель оснащувалася, на відміну від молодших моделей, гальмами всіх коліс, які до того ж мали вакуумний підсилювач «Клейтона Девандре». Через рік машини були перейменовані: 8НР перетворилася на Junior, 10/26HP — в Senior, а 14/34HP стала Six.

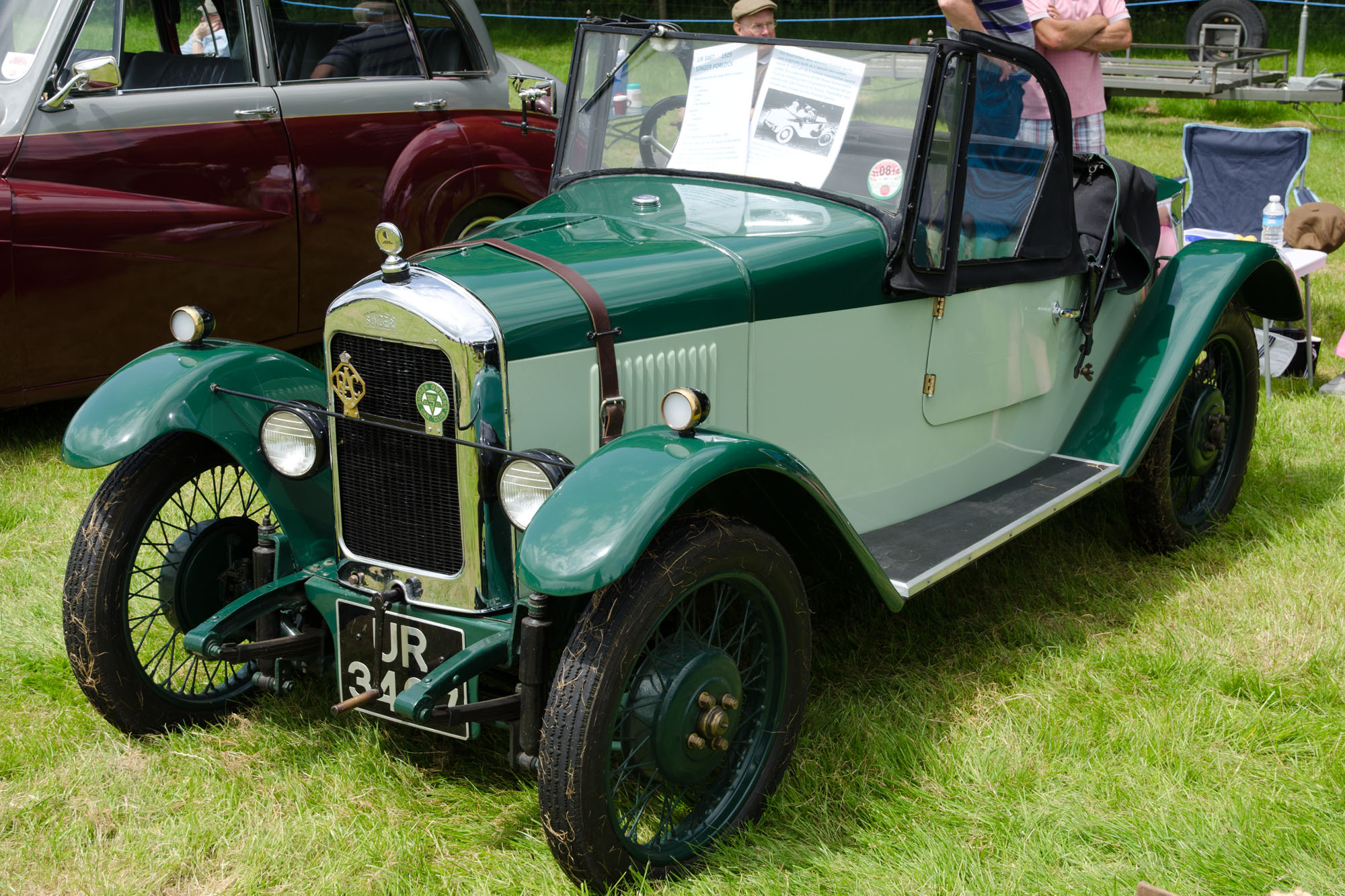
Singer Junior Porlock Roadster

До 1928 року сім заводів і близько 8000 робітників фірми виробляли в рік близько 28 000 автомобілів, в той час як ще кілька років тому продавалося всього 9000 машин на рік — тепер компанія міцно займала третє місце слідом за Morris і Austin. 1928 року Senior отримує 1.6 л двигун, а всі моделі — ширшу колію коліс і нове рульове управління, що полегшувало його. Кузови також отримали новий дизайн, однією з новинок серед кузовів був седан «Sun», який мав м'який верх у передній і задній частині кузова, за бажанням можна було зрушувати шторки і відкривати огляд на небо. У грудні 1928 року Junior з 2-місним кузовом родстер ставить своєрідний рекорд — машина сто разів піднялася і спустилася на пагорб Порлок протягом 15 годин, після чого кузов машини, яким вона була оснащена, отримав власну назву — Porlock. Наступного року Junior отримав ще один кузов — Sportsman's Coupe, який був схожий на Porlock, але мав додаткові місця для дітей.

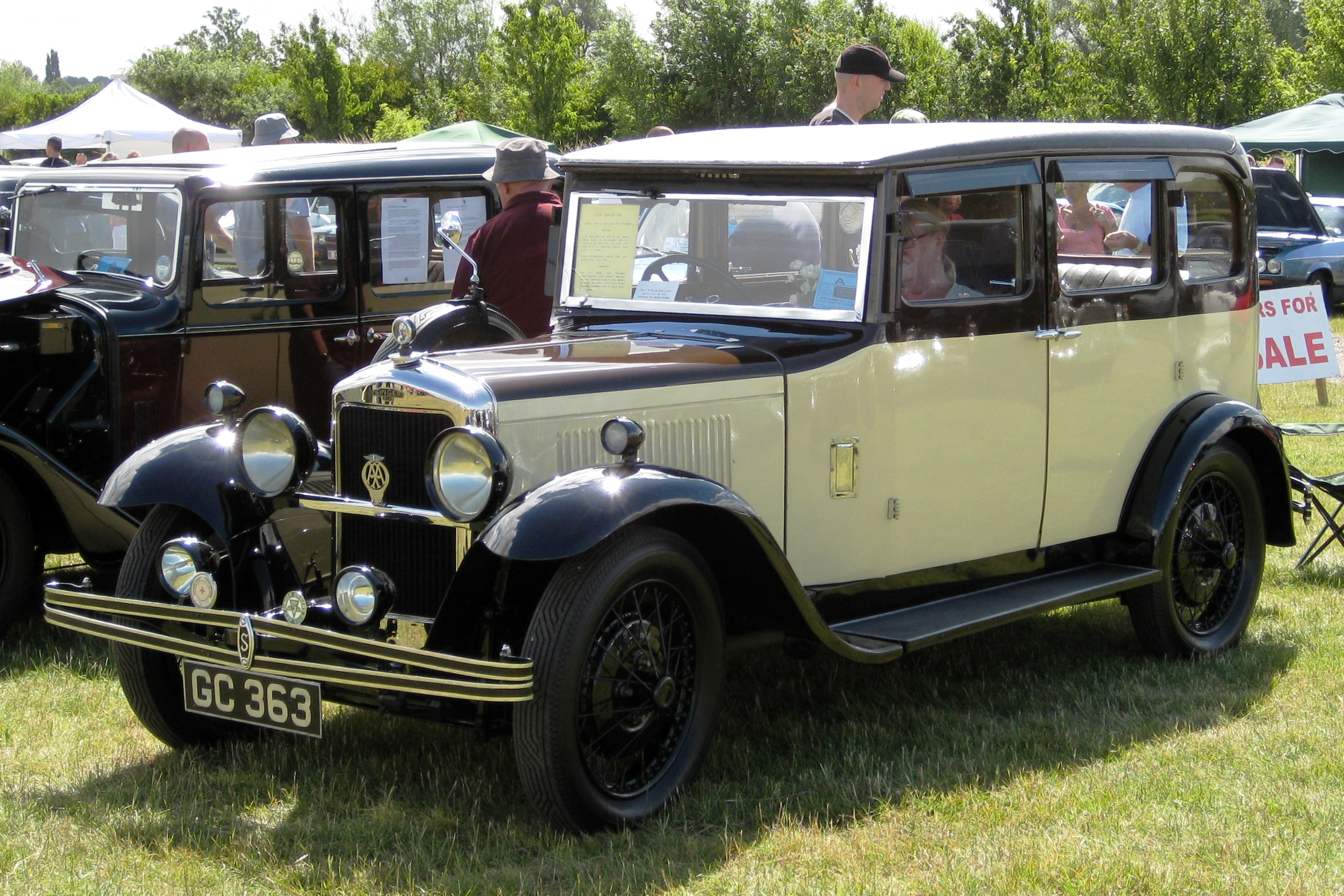
Singer Super Six Saloon

У 1929 році модель Senior була замінена моделлю Six з 1.8 л 6-циліндровим 37 к.с. мотором, який оснастили бічними клапанами, а замість колишнього Six з'явилася Super Six з 1.9 л 45-сильним мотором, колінвал якого лежав на семи підшипниках. Крім цього, нова машина отримала 4-ступінчасту коробку передач і централізоване змащення шасі, яке активізувалося натисканням педалі з місця водія.

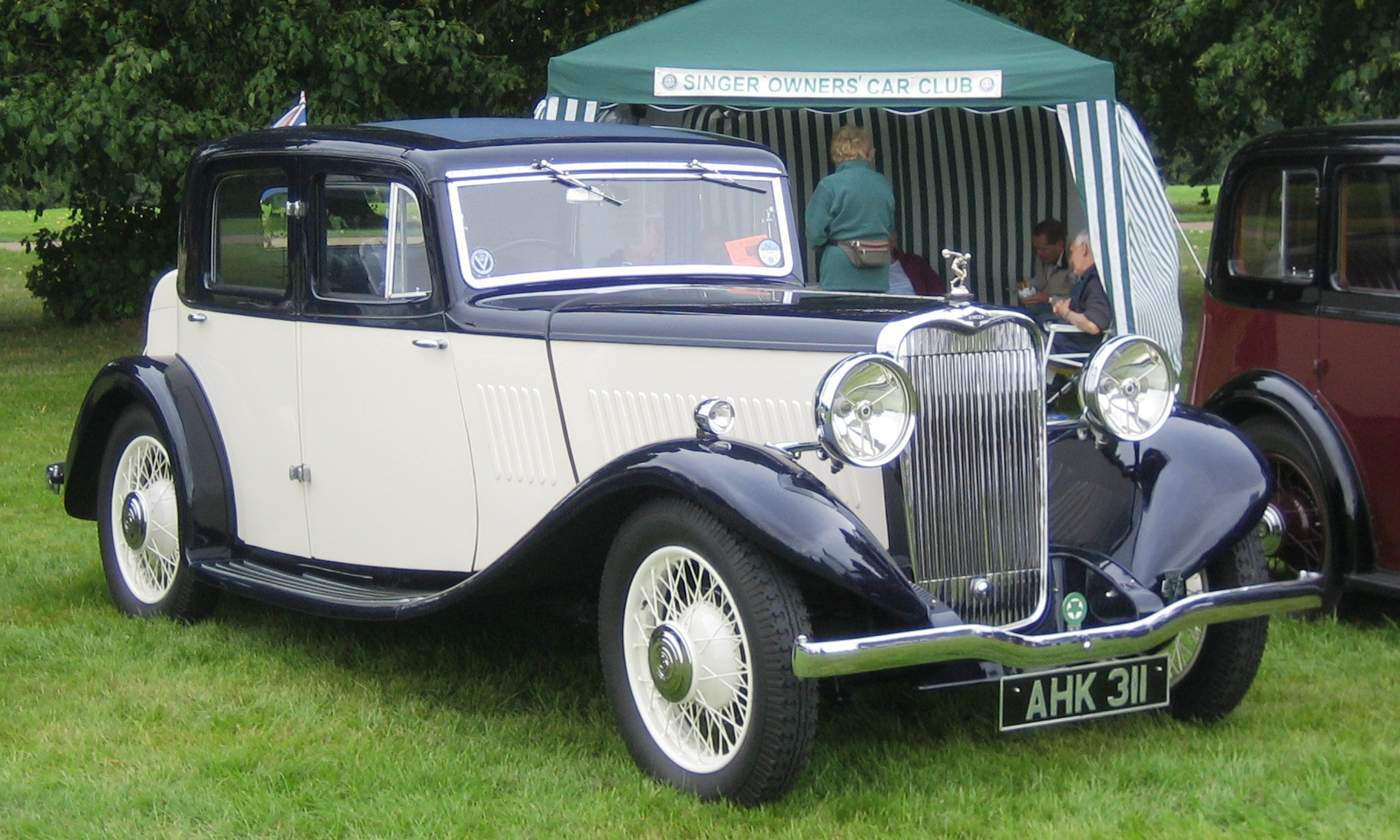
Singer Silent Six Kaye Don

У 1930 році Six перейменовують в Senior Six, яку також оснастили 4-ступінчастою КПП, через рік 4 ступені отримує і молодша модель Junior, тоді ж з'являється модель Ten, оснащена 1.3 л мотором. 1932 року у виробництві залишається торішній Junior і Ten, у серпні з'являється ще одна модель — Junior Special з 1 л 25-сильним мотором; крім неї були анонсовані: 12/6 1.5 л і 18/6 з 2 л мотором, а також Silent Six з 2.2 л шісткою, останній мав топову версію Kay Don по імені відомого гонщика, кузов седан для цієї моделі спроєктував француз Бове.

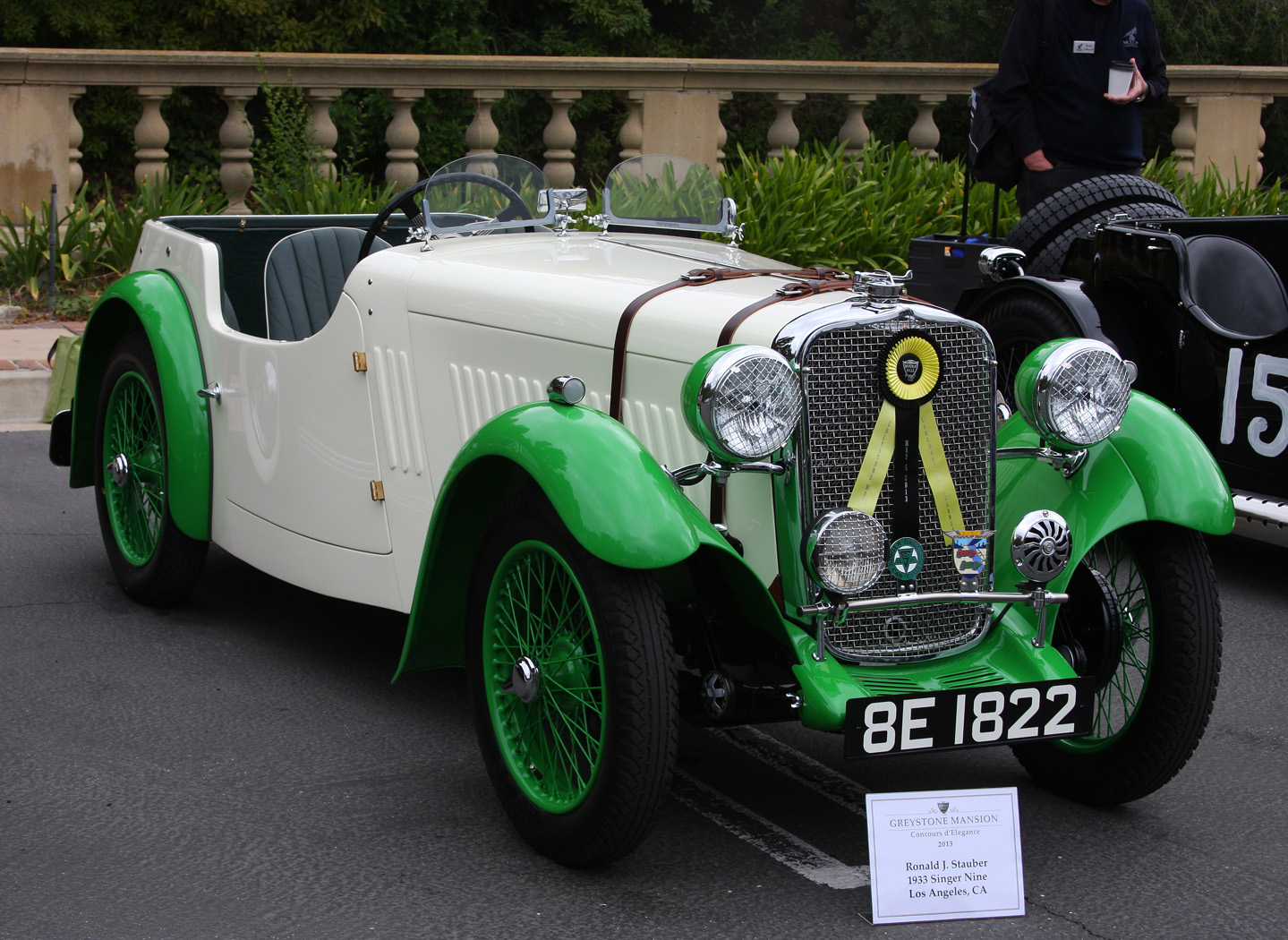
Singer Nine Sports Tourer

Влітку 1932 року головним інженером фірми стає Лео Шортер, який мав за своїми плечима досвід роботи в таких фірмах, як Duryea, Humber, Sunbeam, Arrol-Johnston, Calcott і Coventry-Climax. Разом з Бутом, який перейшов на нове місце роботи з фірм Clyno і AJS; він починає розробляти нову модель, яку хотіли б представити на головному автошоу країни — осінній виставці в Олімпії. У підсумку на цій виставці публіка побачила нову модель фірми — Nine, яка отримала 1 л мотор потужністю в 25 к.с., що в спортивній версії розвивав 28 к.с., гальма всіх коліс мали гідравлічний привід. Лінійка Junior і Ten вирушають до архіву, так само, як і колишні моделі, крім Silent Six. У підсумку в 1933 році клієнтам пропонують Nine, Twelve з 4-циліндровим 1.4 л 32-сильним мотором, Fourteen-Six з 1.6 л 6-циліндровим мотором, Sixteen з 2-літровим двигуном, потужністю 45 к.с., і Silent Six. Усі машини, крім останньої, мали гідравлічний привід гальм, «Сайлент Сікс» був оснащений вакуумним підсилювачем «Девандре».
Восени 1933 року з'являється модель Nine Le Mans з літровим 38-сильним мотором, яку випустили після участі в однойменних 24-годинних змаганнях. Хоч Барнс і Лонглі і не завоювали призових місць, зате машина фінішувала, на відміну від кількох Duesenberg, Bugatti T5, Alfa Romeo 8C, Aston Martin, Bentley або Mercedes-Benz SSK. Тоді ж дебютує нова модель 1 1/2-Litre, яка мала об'єм 1.5 л при 6-ти циліндрах, ця машина оснащувалася автоматичним зчепленням Perm-Mesh.

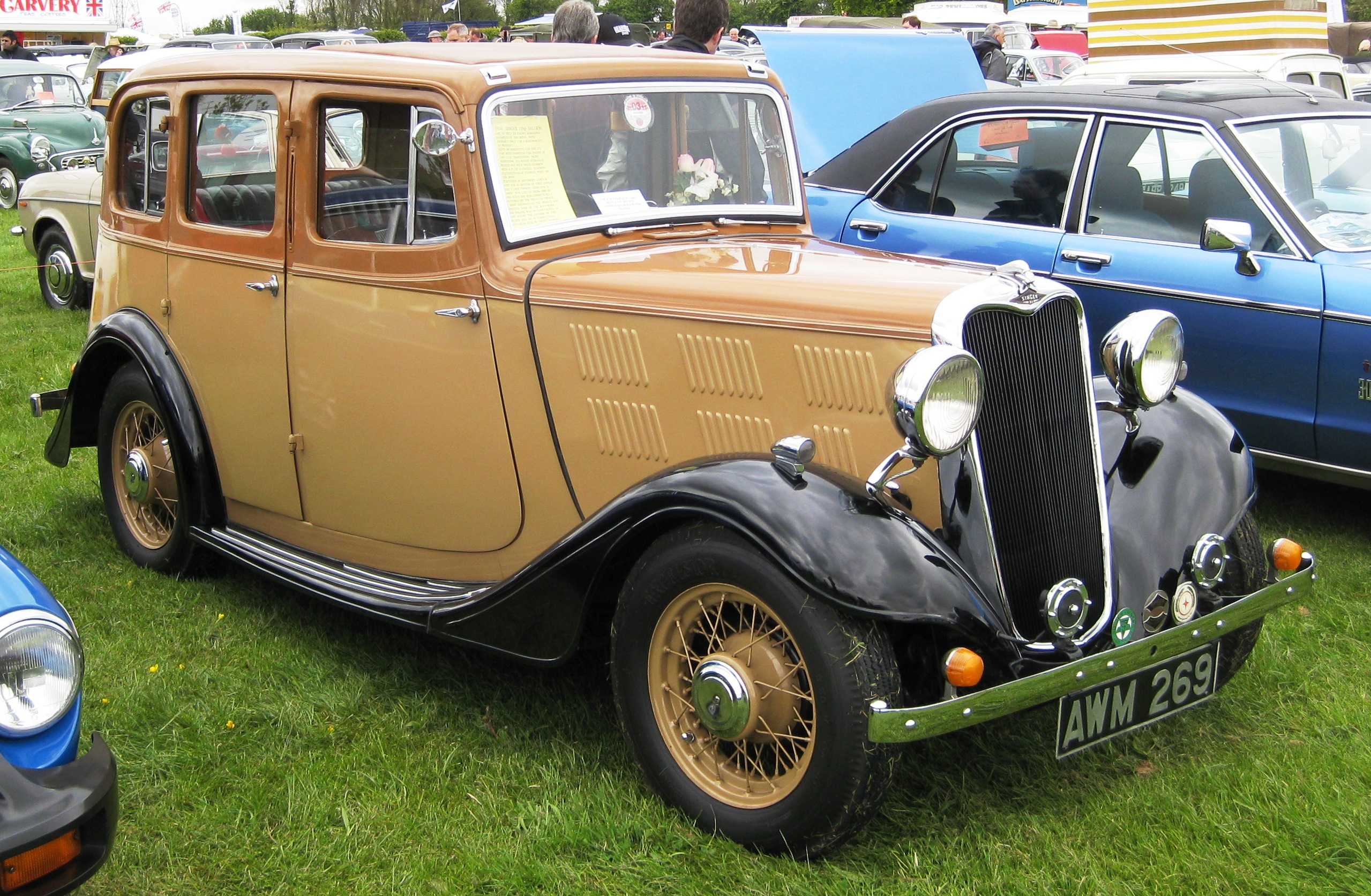
Singer Eleven Saloon

У 1934 році дебютує нова модель Eleven, яка мала об'єм 1.4 л і 35-сильний мотор від моделі Twelve, яку вона і змінила, ця машина першою з автомобілів була оснащена аеродинамічним кузовом, який фірма назвала Airstream.

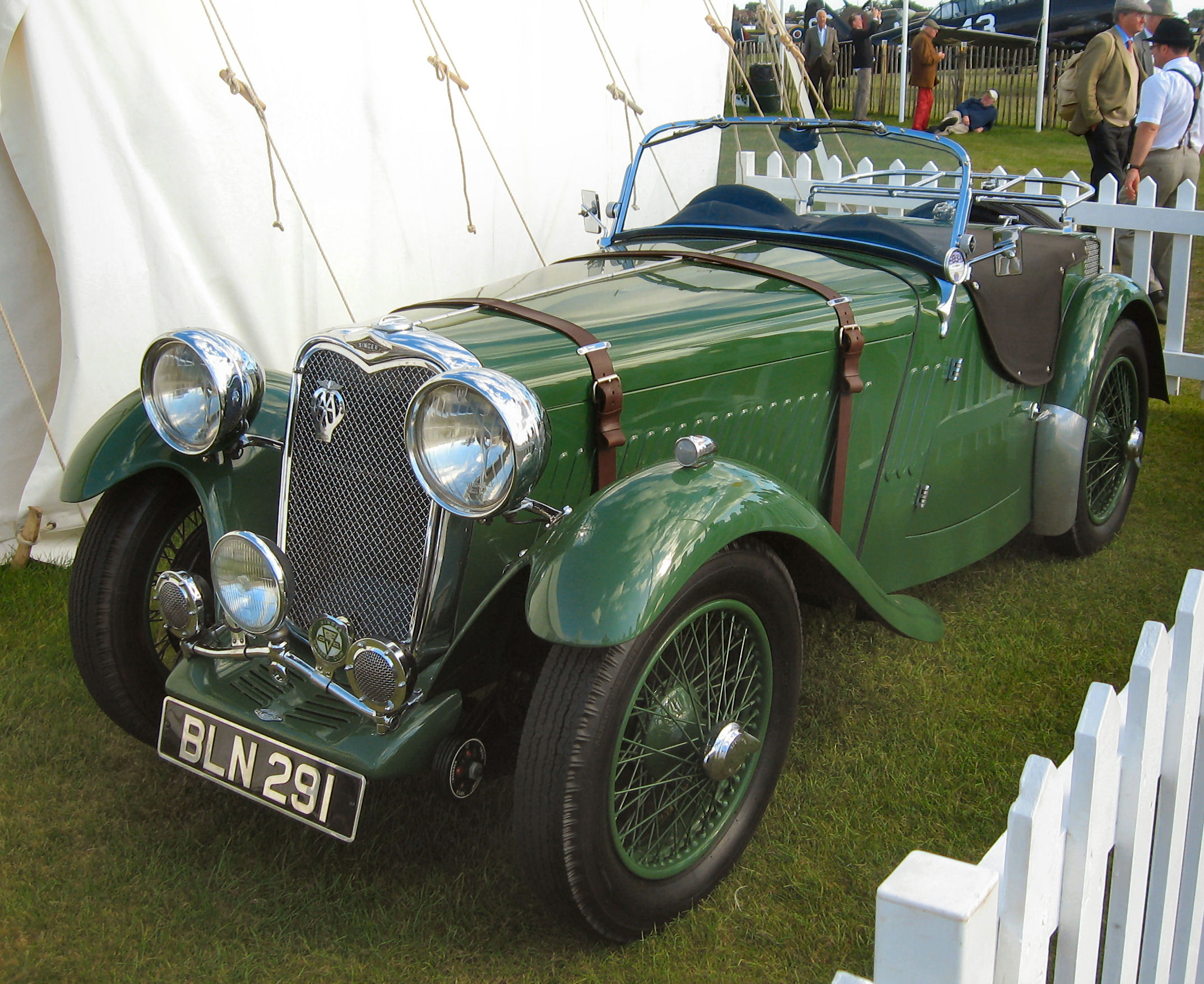
Singer 1 1/2-Litre Le Mans

Однак висока ціна і непривабливий дизайн взагалі не сприяв популяризації цієї моделі, зате в активі були традиційніші кузови для цієї моделі, причому спортивні родстери оснащувалися 40-сильними версіями мотора. Крім цього в активі цієї моделі була також наявність опції під назвою Fluidrive, тобто автоматичне зчеплення. Крім цієї моделі також випускали Nine, Nine Le Mans, 1 1/2-Litre і Sixteen. В цьому році Le Mans оснастили для гонок 1.5 л двигуном, і тепер, виступаючи в класі до 1.5 л, барону Брайану Льюїсу і Джоні Хіндермашу вдається піднятися на третю сходинку п'єдесталу у своєму класі, будучи в загальному заліку сьомими, а Барнсу і Лонглі довелося задовольнятися четвертим і восьмим місцями відповідно. Блек і Бейкер, які ганяли на 1 л машині, зайняли 15 підсумкове місце, Вісдом і Джон Барнс — 18, а Гарднер і Белей прийшли останніми — 23, але знову багато іменитих марок так і не фінішували взагалі, в тому числі легендарні Bugatti.

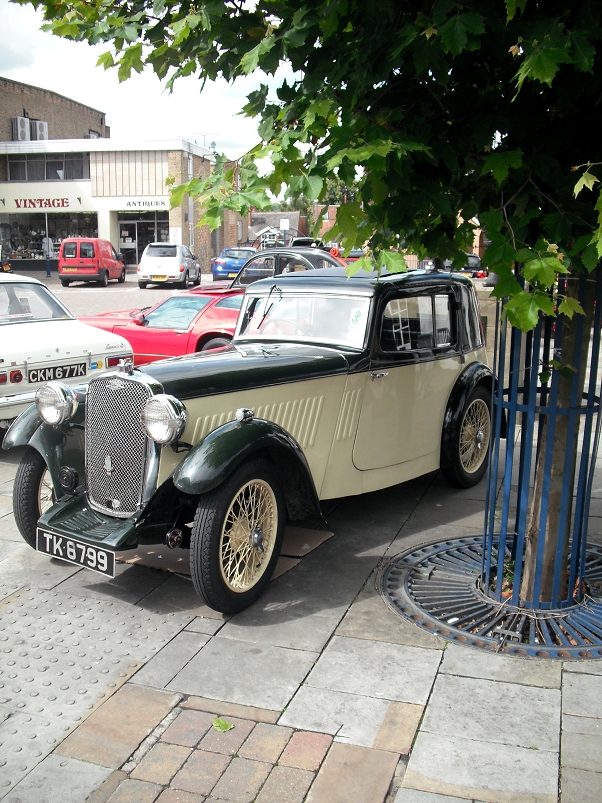
Singer Nine Le Mans Coupe

У 1935 році Eleven і Sixteen отримують незалежну підвіску передніх коліс, в цей період тільки моделі Nine випускалися в 12 різних варіантах, причому за замовленням можна було купити дві моделі з передньою незалежною підвіскою від Eleven, причому така машина, яку можна було купити тільки з кузовом седан, ставала єдиною в світі такого класу, яка мала незалежну підвіску коліс і гідропривід гальм. Nine Saloon з ПНП можна було замовити в двох версіях: Popular і De Luxe, остання відрізнялася наявністю безпечних стекол у всіх вікнах, двірників, заднього підлокітника, шкіряного салону, кращою звукоізоляцією, килимами, попільничкою, ящиком для рукавичок, а також наявністю переднього і заднього бампера.
У Ле-Мані Барнсу і Лонглі нарешті вдається встати на почесну сходинку п'єдесталу, нехай вона і мала всього-лише цифру два, Андре Ернону і Рожеру Ресу пощастило не так сильно, їх 1.5 л машина прийшла поза призовим місцем у своєму класі, зате вони фінішували слідом за Барнсом і Лонглі, а через машину до фінішу прийшли Хенді і Бултон, слідом за ними — Марш і Гуест, знову через машину фінішує Singer з Гайярдом і Айме в кокпіті, за ними — знову машина цієї марки, в якій сиділи Савой і Лапшен, але цього разу не всі гонщики змогли досягти фінішу, були й такі, хто зійшов, наприклад, Блек і Бейкер, у яких зламався стартер, у Барнса і Вісдома була та ж проблема, а Конеел і Ллойд майже на самому початку змагань позбулися зчеплення, але треба зауважити, що на Bugatti і Alfa Romeo не доходили до фінішу через проблеми серйозніші, наприклад, клинило мотори, ламалися компресори і т. д.

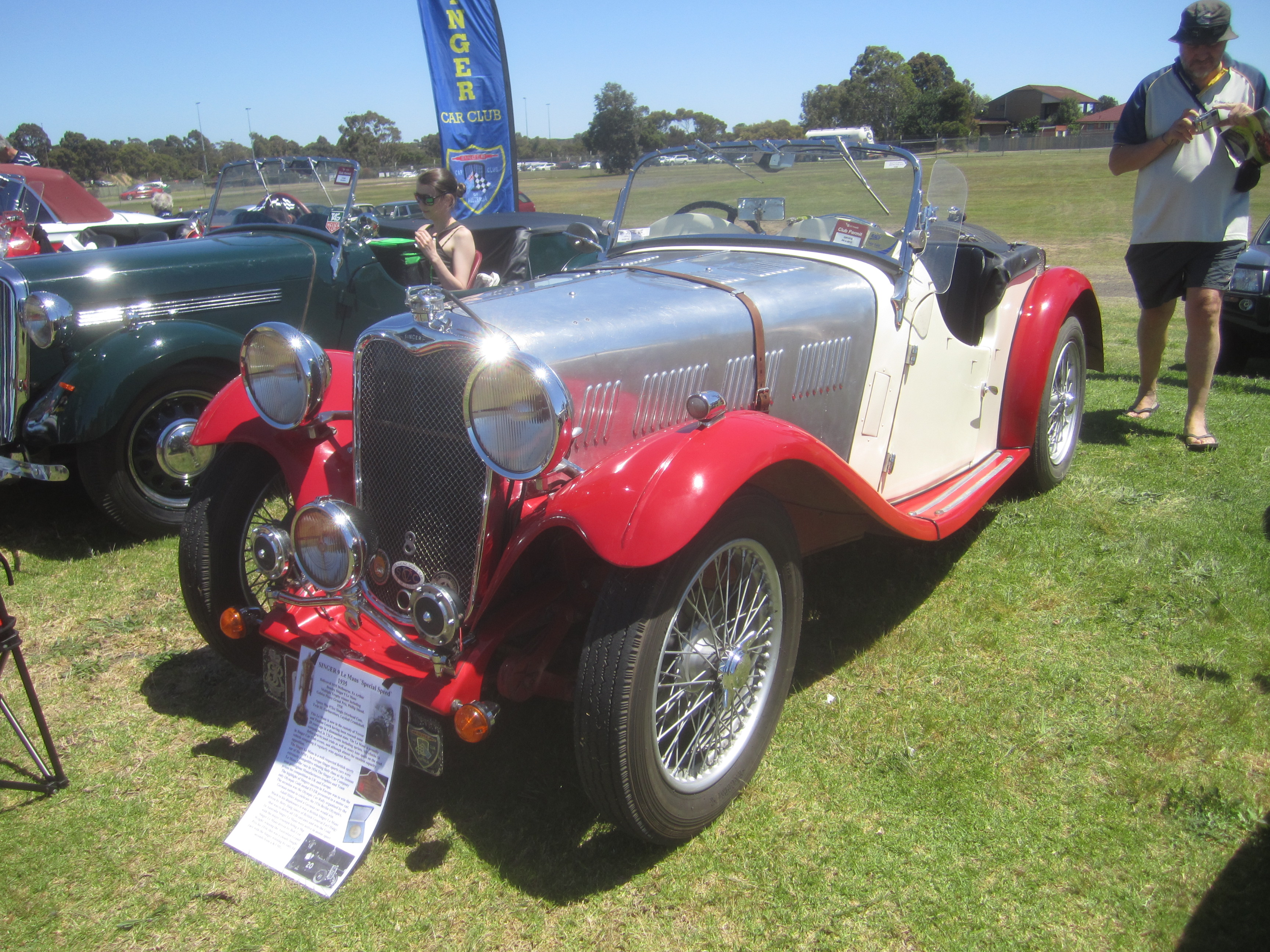
Singer Nine Le Mans Special

Але весь імідж надійних спортивних машин облили брудом, коли на Турист Трофі, який проходив в Ульстері, в одному і тому ж місці вчинили аварію три машини з чотирьох, які стартували в різний час, але у всіх трьох машин в одному і тому ж місці відмовило рульове управління, четвертий Nine Le Mans зламалася до нещасливого місця.

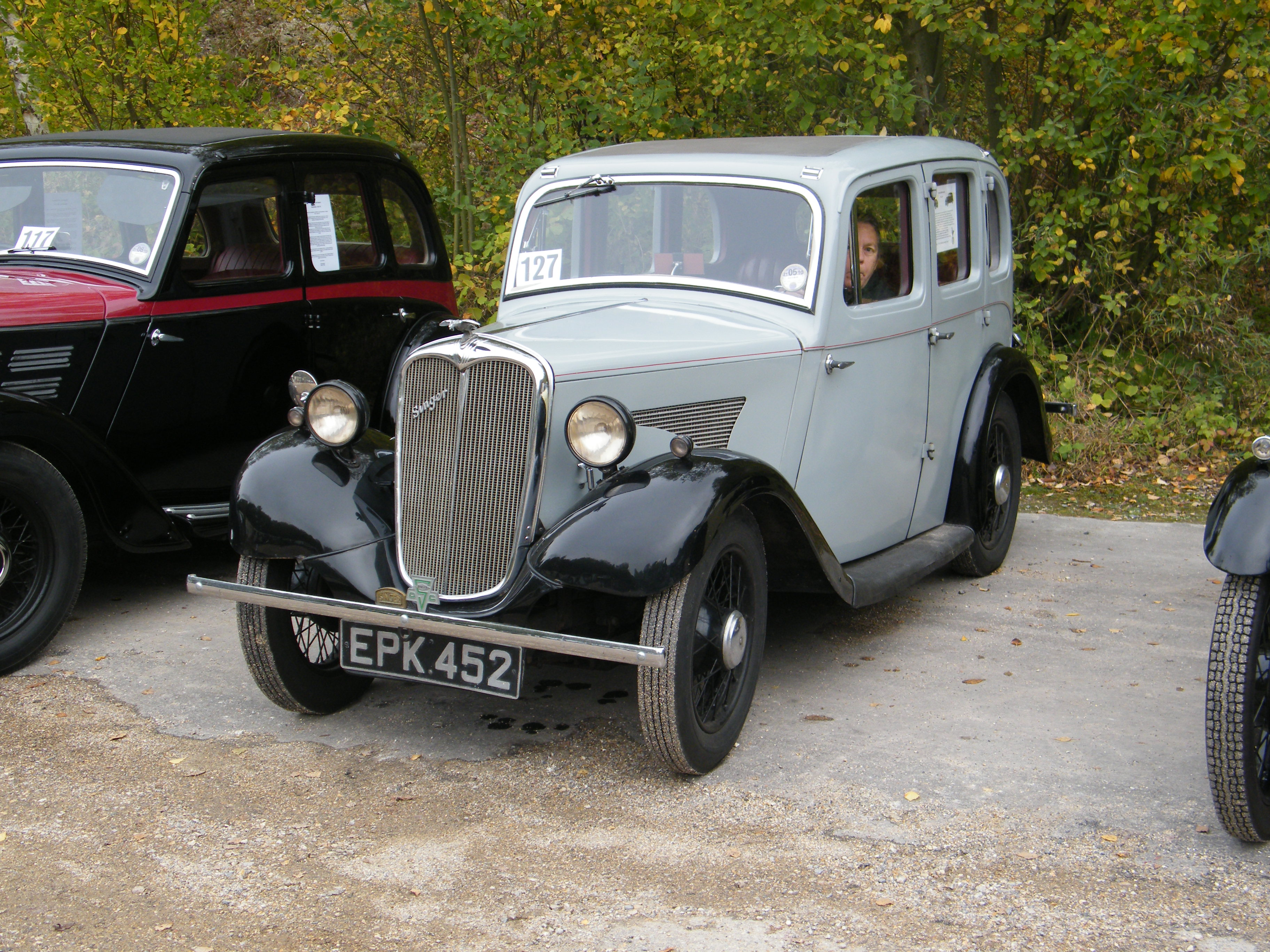
Singer Bantam Saloon

Цей конфуз коштував місця керуючому директору — Баллоку, який сидів на своєму стільці з 1919 року, а також падінням попиту на продукцію фірми, яка спокійно пережила економічну кризу та інші проблеми. Наприкінці 1935 року Nine була перероблена і, щоб дистанціюватися від сумнозвісної аварії, модель перейменували в Bantam. Bantam побудували на шасі Nine Le Mans, мотор 1 л розвивав 25 к.с., коробку передач на машину поставили 3-ступінчасту, з синхронізованою третьою передачею. Кузов був скопійований з Ford Model Y, але точно так само вчинив і Morris зі своєю моделлю Eight.
Проте продажі машин падали, фірма втрачала лідируючі позиції, і в грудні 1936 року Singer & Co була розпущена, а її активи були продані новоствореній фірмі Singer Motors Limited.

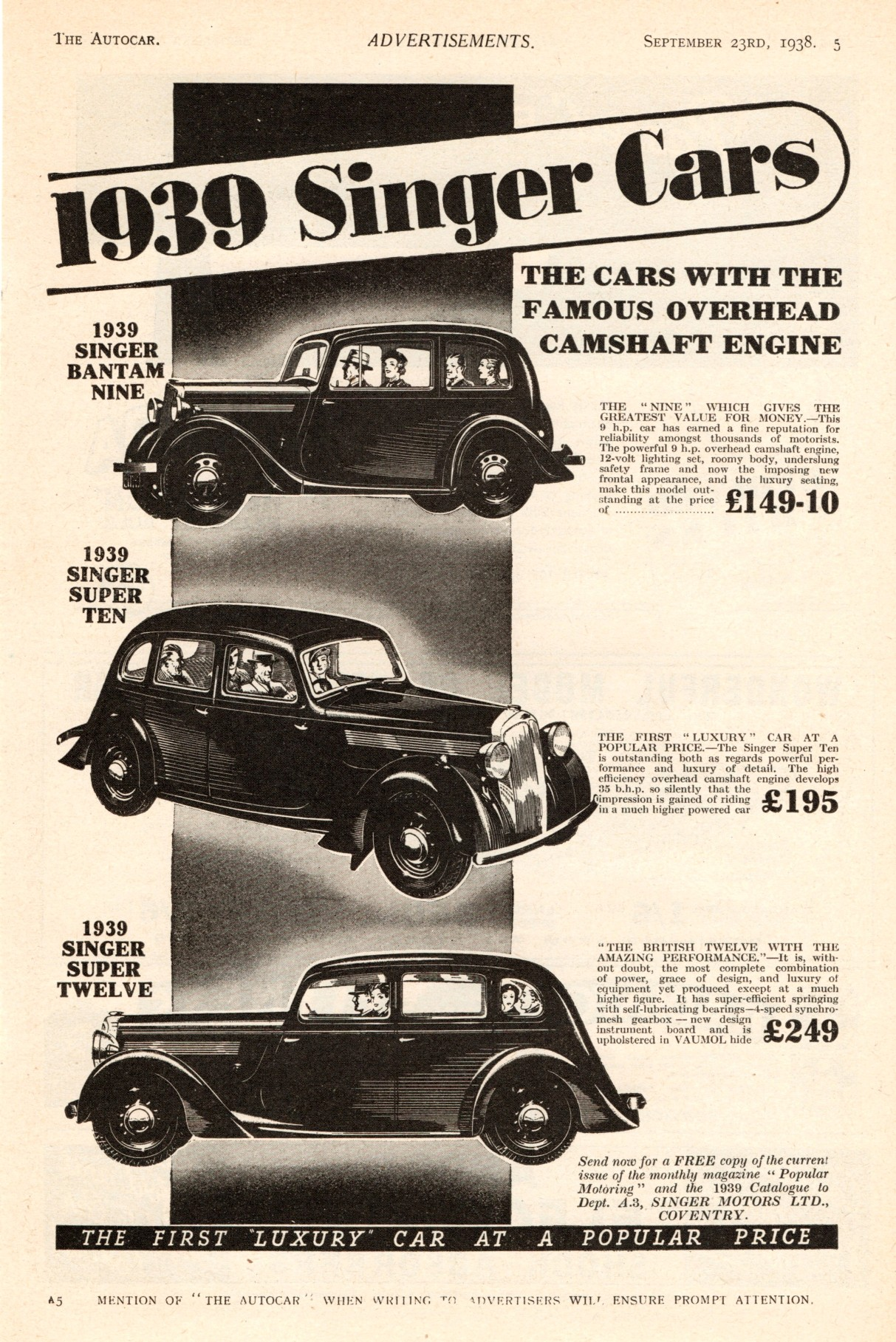
Singer Super Nine Saloon, Ten, Twelve

Після того, як фірма була реорганізована, продовжився випуск моделі Bantam, також в каталогах 1937 року значилася нова модель — Super Nine Saloon, це був той же Bantam з кузовом седан, але дорожчий, його відрізняла наявність безпечних стекол по колу, двох склоочисників, сонцезахисного козирка, шторки заднього вікна і запасного колеса, захованого за металевим ковпаком, технічно змін не було.

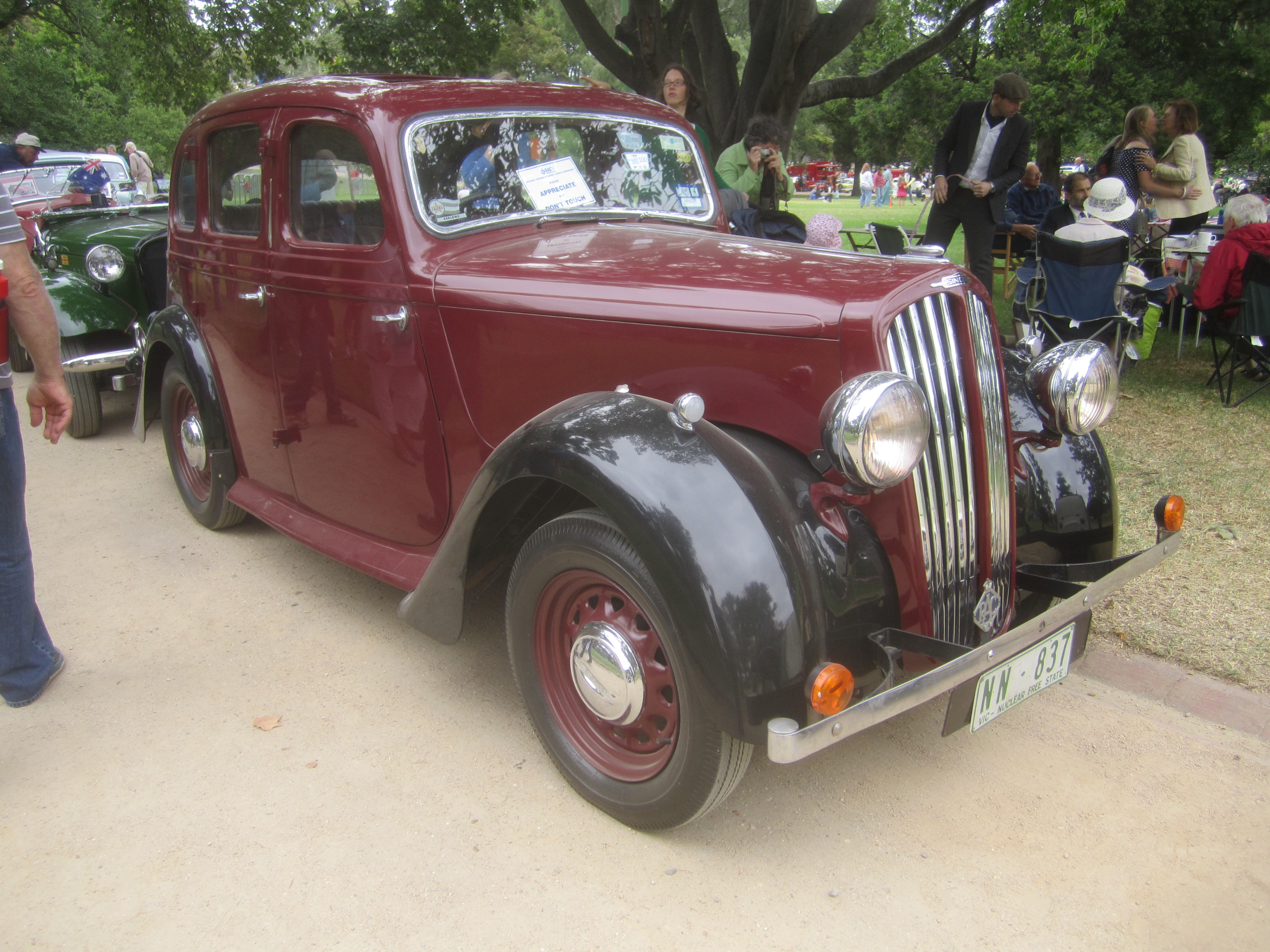
Singer Super Twelve

Так само були моделі Twelve/Super Twelve з 1.5 л двигуном, який розвивав 43 к.с., і наприкінці року була представлена Ten/Super Ten з 1.2 л мотором, потужністю 37 к.с.. Моделі, в яких було присутнє слово Super, відрізнялися дорожчим оздобленням, як і у випадку з молодшою моделлю, а також наявністю 4-ступінчастої коробки передач, всі ці машини мали кузови типу седан.
Через рік з'являється модель Bantam De Luxe, під капотом якої ховався 1.1 л двигун, потужністю 30 к.с., вона, так само, як і просто Bantam, мала 3-ступінчасту трансмісію, але салон був оббитий натуральною шкірою, і у машини були бампери. Модель Twelve отримує відкриту версію, яка називалася Twelve Drophead Coupe, вона стає флагманом виробничої програми. 1938 року Жак Савой нарешті виграє кубок Ле-Ману, але в своєму класі, в цьому ж році фірма HRG Engineering Company починає використовувати на своїх машинах агрегати фірми Singer, мотори, об'ємом 1.1 л, стали ставити на модель 1100, таких машин було побудовано 49 штук.

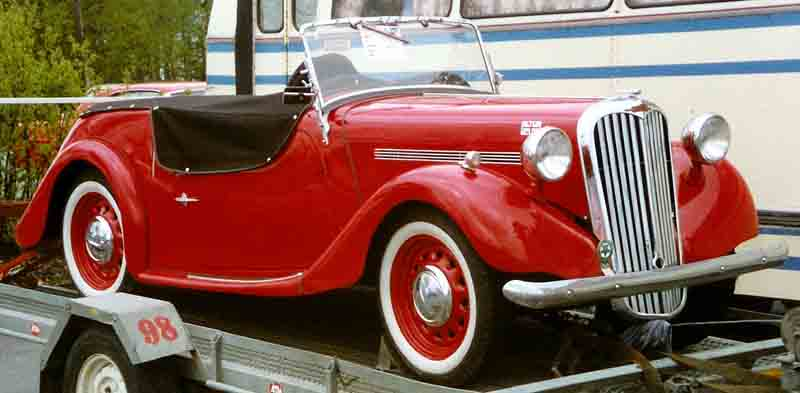
Singer Nine Roadster

Тим часом Шортер продовжував конструювати нові механізми, однак у фірми не було грошей для їх впровадження, більше того, доводилося конструкції здешевлювати, і машини 1939 року позбулися гідравлічного приводу гальм, замість них встановили банальну, але поки ще не застарілу тросову систему, тобто механічну. У березні з'являється відкрита модель — Nine Roadster, 1.1 л мотор якої розвивав 35 к.с., машина ця мала всього 3 передачі, «завдяки» яким могла розвивати всього 105 км/год.

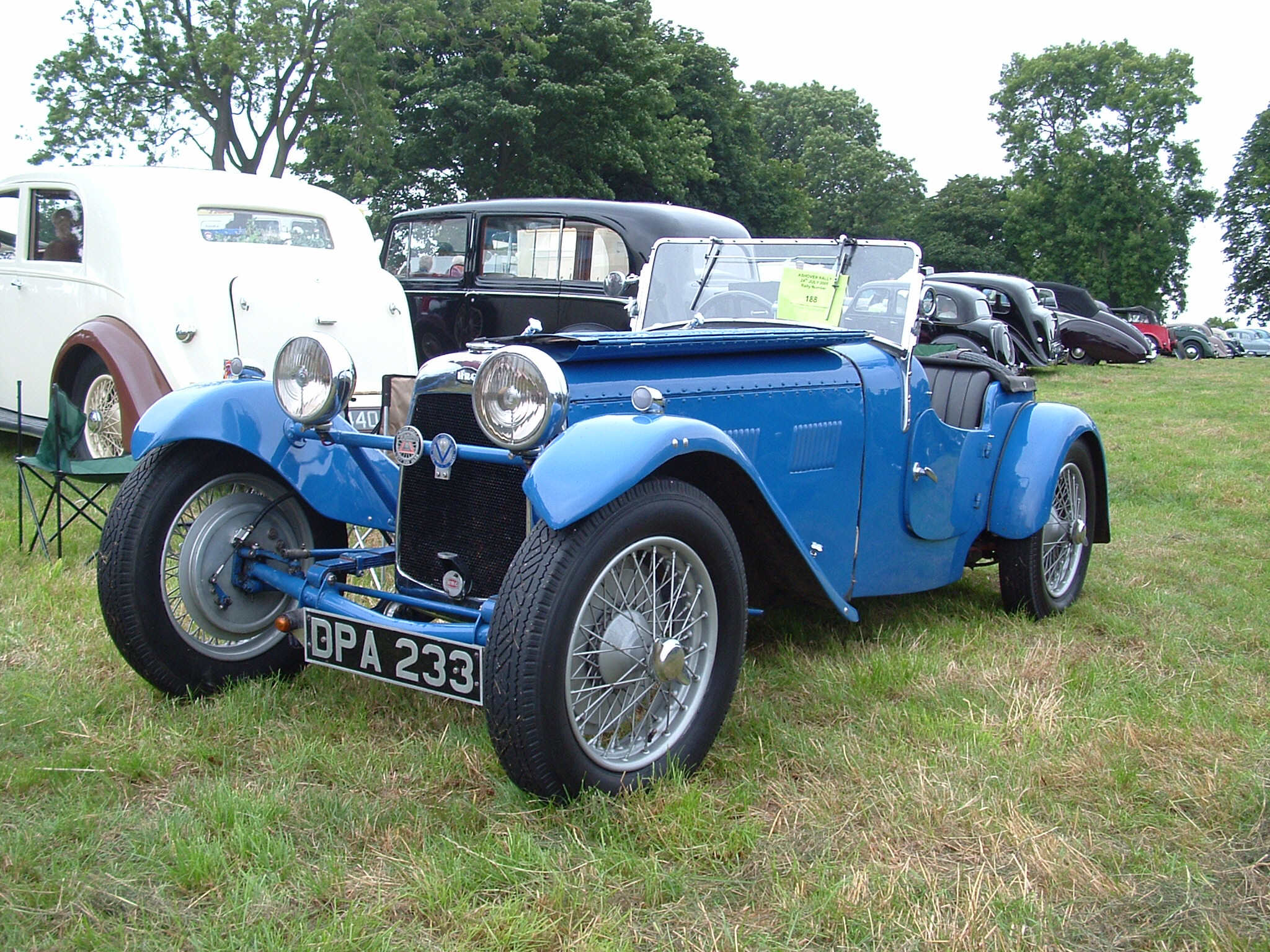
HRG 1500

У той же час всі версії моделей Ten і Twelve тепер мали вже в базовому оснащенні 4-ступінчасті коробки передач. Двигуни 1.5 л стали також поставлятися компанії HRG Engineering Company, яка довела їх потужність до 65 к.с., у підсумку Кларк і Чамберс, що брали участь у Ле-Мані цього року, привозять додому кубок за перемогу у своєму класі.
У 1940 році виробництво машин припиняється, керівники фірми планували підключитися до випуску авіаційних моторів, проте фірма не знайшла коштів для закупівлі нового обладнання, так що під час війни довелося задовольнятися виготовленням кріплень двигунів для літаків De Havilland Mosquito.

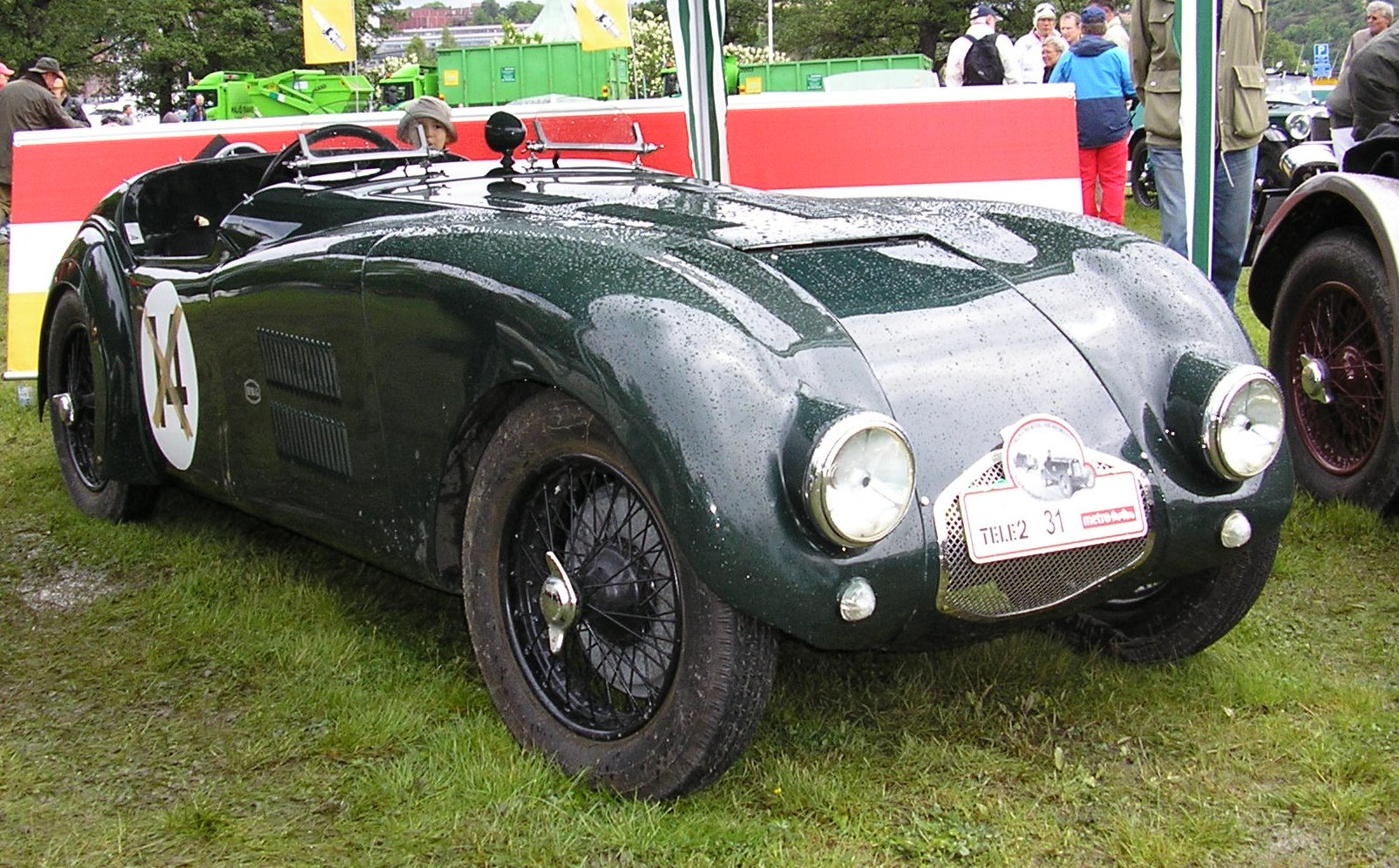
HRG 1500 Aerodynamic

Повернутися до серійного виробництва автомобілів змогли в грудні 1945 року, спочатку були показані автомобілі з кузовом седан — Ten, під капотом машини був колишній 1.2 л двигун, потужністю 37 к.с., і модель Twelve з 1.5 л 43-сильним агрегатом, обидві були клонами довоєнних автомобілів. У травні 1946 року відновилося і виробництво відкритого Nine Roadster, який отримав алюмінієвий кузов, незабаром з'являються і версії Super у седанів. А компанія HRG починає поряд з класичними кузовами виробляти і аеродинамічну версію 1500 моделі, побудованої на вузлах Singer Twelve, з таким кузовом машина могла розвивати пристойні 150 км/год, на такій машині була здобута перемога в 24-годинних гонках в Спа.

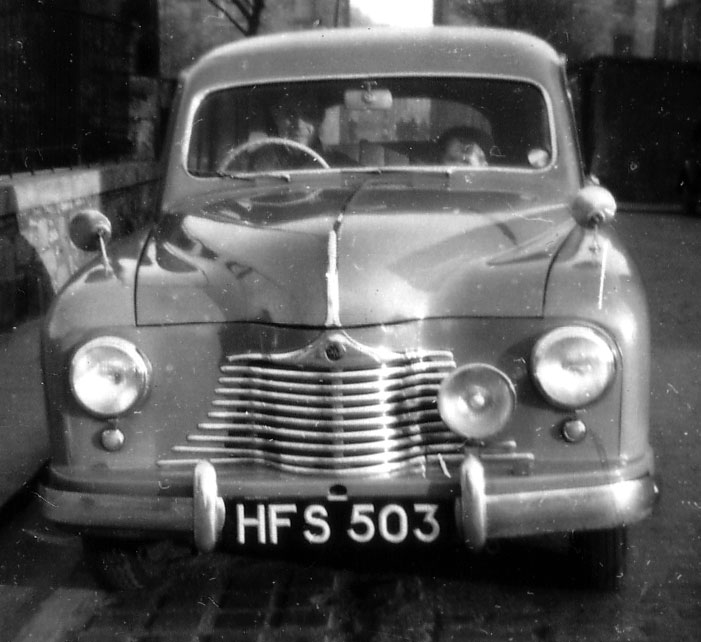
Singer SM 1500

У жовтні 1948 року дебютує нова машина, розроблена Шортером, ця машина мала сучасний суцільнометалевий понтонний кузов, незалежну підвіску передніх коліс і гідравлічні гальма, важіль 4-ступінчастої коробки передач помістили по моді того часу на рульову колонку. Мотор, узятий від Twelve, був трохи розточений, що дозволило зняти з нього 48 к.с.
З початком продажів нового седана були зняті з виробництва старі Ten і Twelve разом з їх люксовими версіями, одночасно з цим родстер піддався незначній модернізації. Мотор пересунули на 7.5 см ближче до переднього мосту, що додало місце в салоні, сам мотор отримав новий карбюратор, завдяки чому піднялася віддача мотора на 1 к.с. (36 к.с.), з'явилися гумові демпфери між кузовом і рамою, коробка передач стала 4-ступінчастою, підвіска заднього моста також отримала трохи іншу конструкцію, цей родстер став називатися Nine Roadster 4A. А в Ле-Мані в цьому році Фейрман і Томпсон знову завойовують золоту медалі в класі до 1.5л на своєму HRG 1500, мотор був тепер форсований аж до 100 к.с..

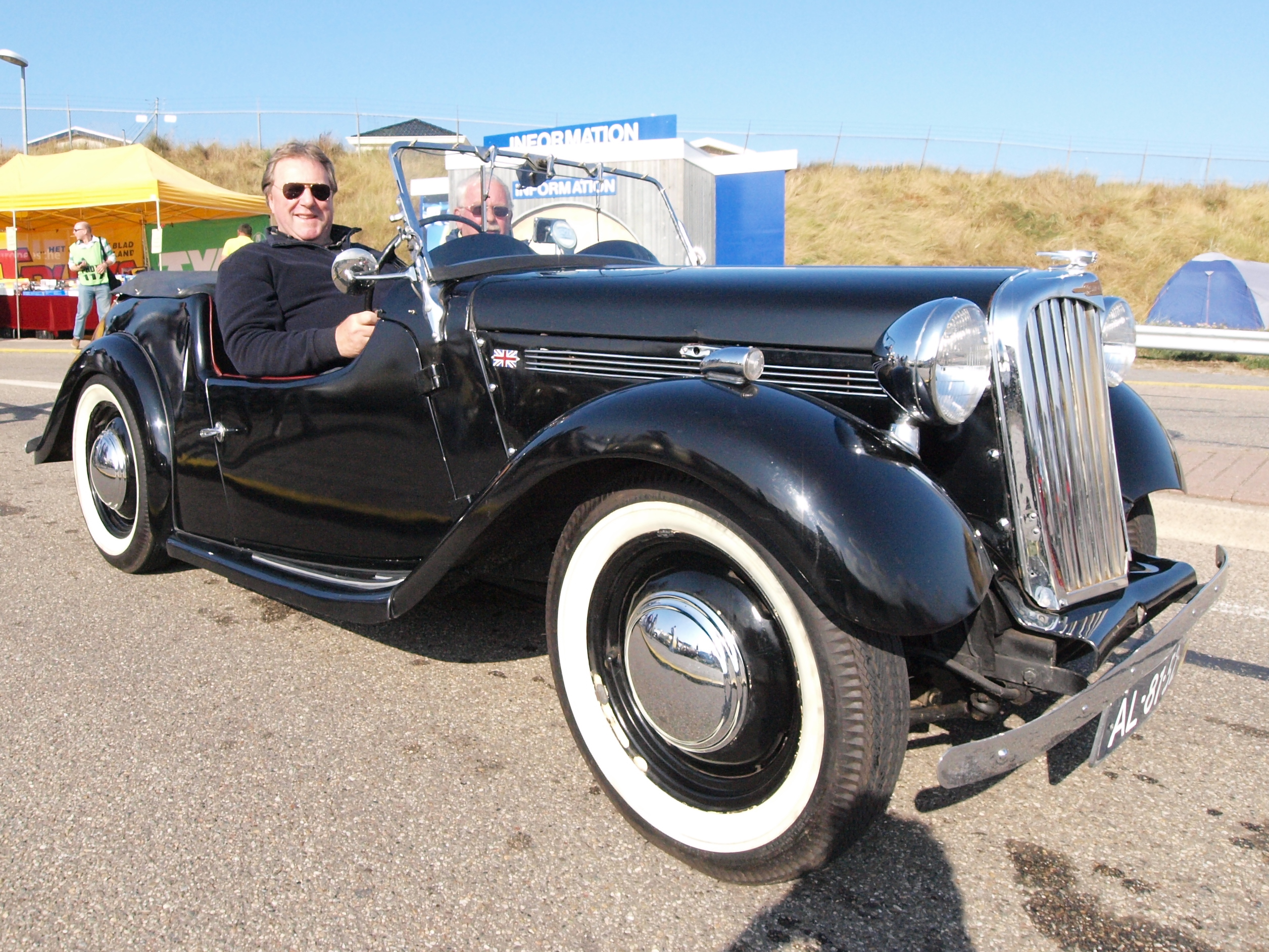
Singer Nine Roadster 4AB

У жовтні 1950 року родстер Singer отримує новий індекс — 4AB. Від попередника він відрізнявся наявністю незалежної підвіски коліс, гідромеханічних гальм і наявністю стабілізатора в передній підвісці. Зовні машину можна впізнати за нижчою решіткою радіатора, іншими крилами і дисковими колесами без прорізів. Крім цього було ще випущено дванадцять автомобілів з індексом 4AC, які оснастили 1.2 л двигуном.

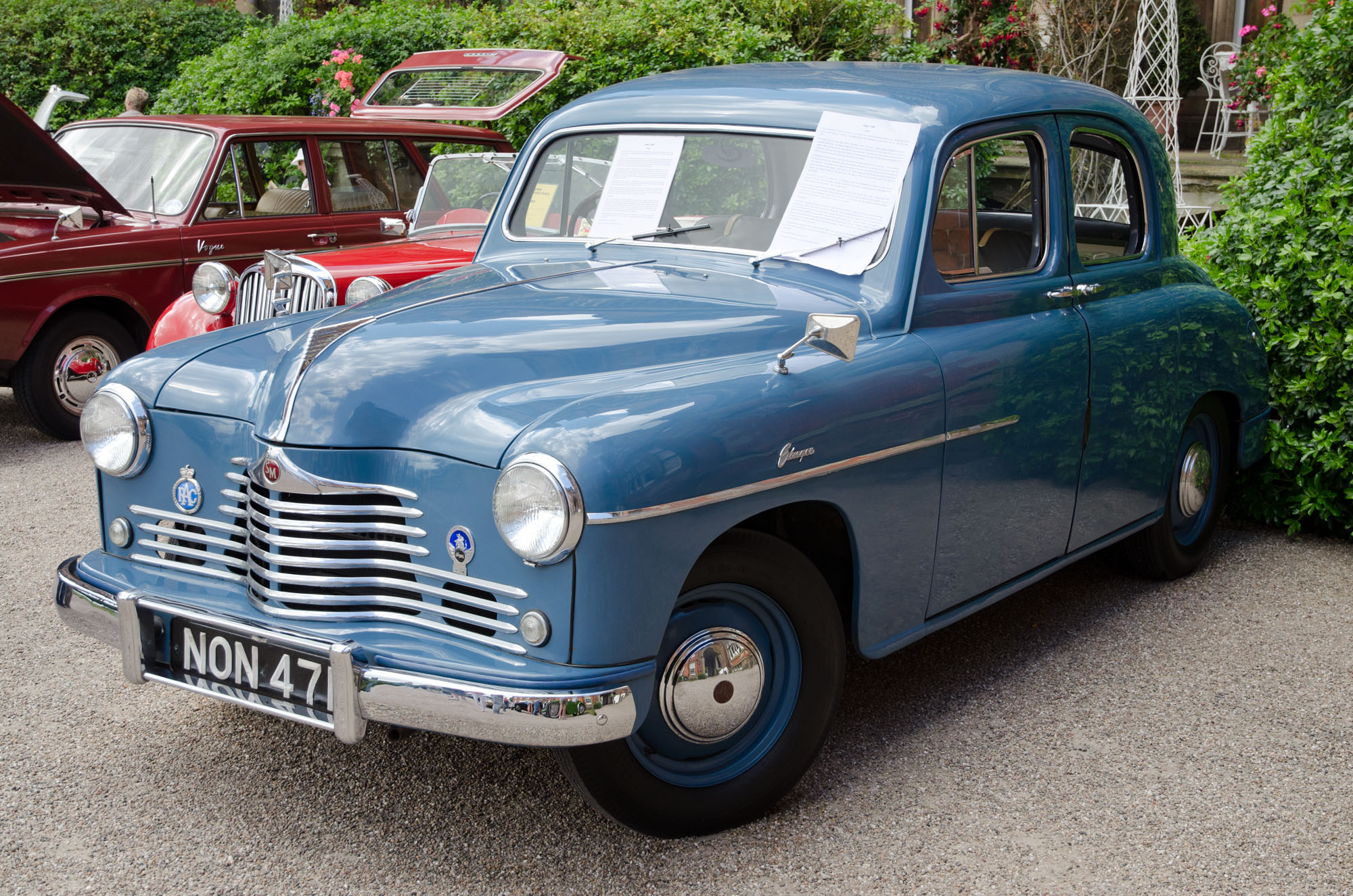
Singer SM 1500 Saloon

У 1951 році мотор седана зменшили в об'ємі, щоб той уміщався в класі автомобілів до 1.5 л, а в січні 1952 року родстер отримує 48-сильний мотор від цього седана, машина починає продаватися як Nine Roadster 4AD, спочатку машина йшла тільки на експорт, а британці цю машину купити не могли. Упор на експорт був зроблений через те, що уряд допомагав діставати дефіцитну прокатну сталь, діючи за принципом «експортуй або помри». У вересні обидві моделі можна було замовити у варіанті з двома карбюраторами, в такому випадку мотор видавав 58 к.с., максимальна швидкість родстера виростає з ним до 128 км/год, а седана — до 122 км/год, у варіанті з одним карбюратором машина розганялася максимум до 114 км/год. Модернізований седан показують також у вересні, заднє вікно збільшилося в розмірі, всередині з'явилися підлокітники, металеві панелі кузова всередині прикрили натуральним деревом, пічка стала стандартним оснащенням машини. Зовні змінився декор лицьової частини автомобіля і машина стала трохи привабливішою.

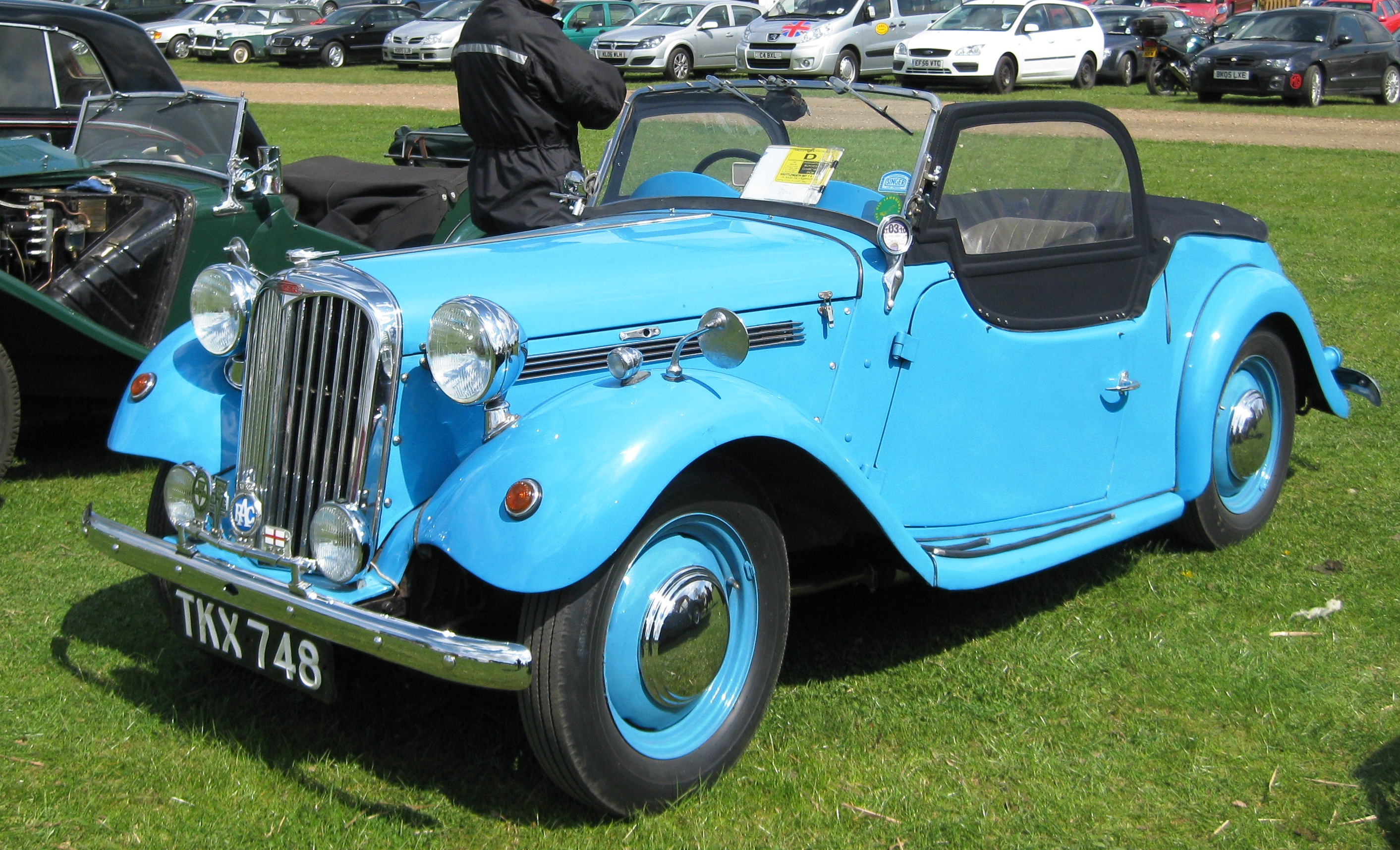
Singer SM 1500C Roadster

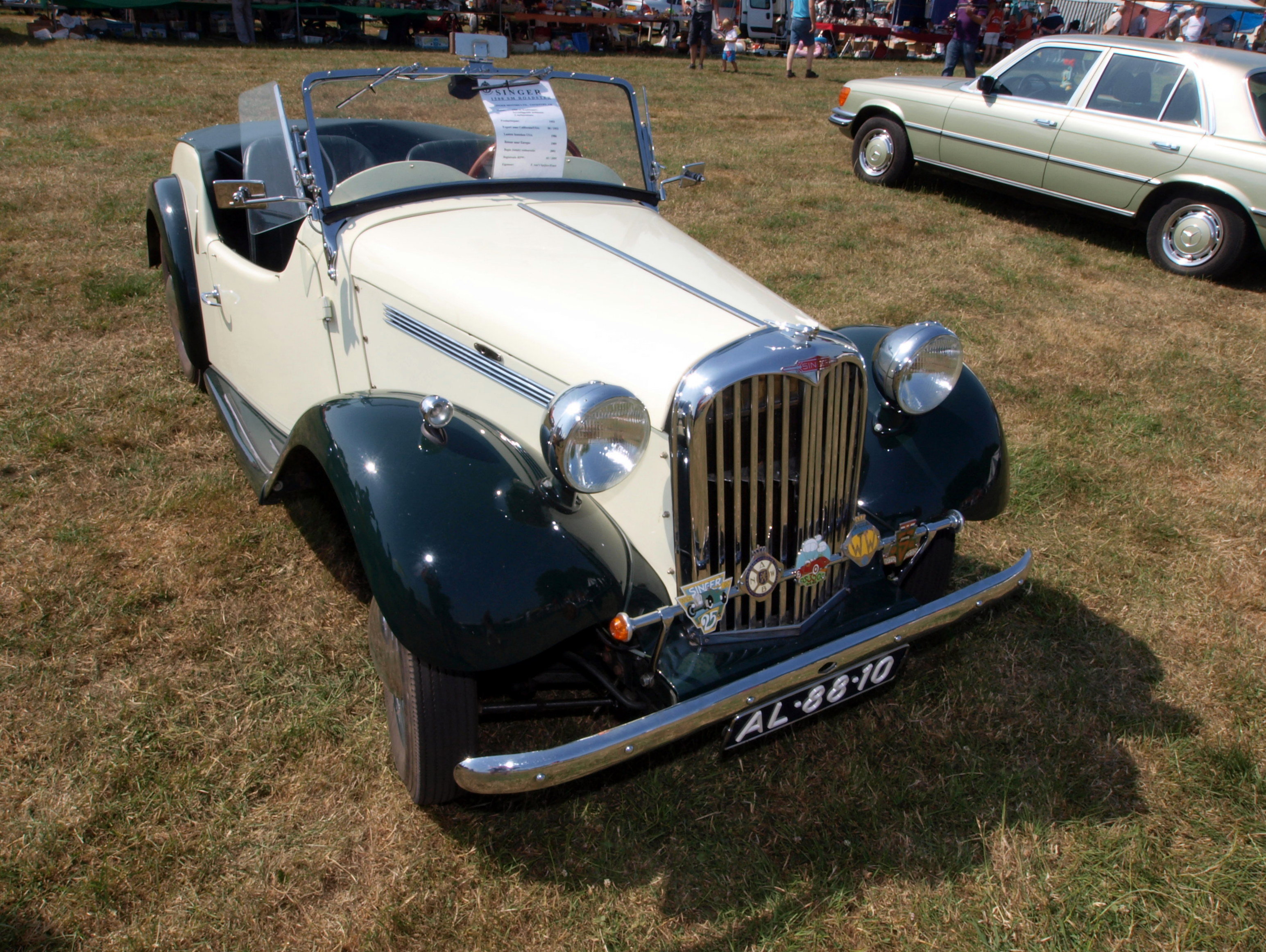
Singer SM 1500C Roadster

У січні 1953 року Nine Roadster 4AD змінює свою назву на SM 1500 Roadster, оскільки машину починають продавати і на внутрішньому ринку, тому що продажі в США не йшли, нерозпродані машини пересилають до Австралії, де їх купували охочіше, ніж американці. Оскільки родстер був не настільки витончений зовні, то йому не прощали і його тихохідність, і навіть реклама за участю зірки першої величини не позначається на зростанні продажів.

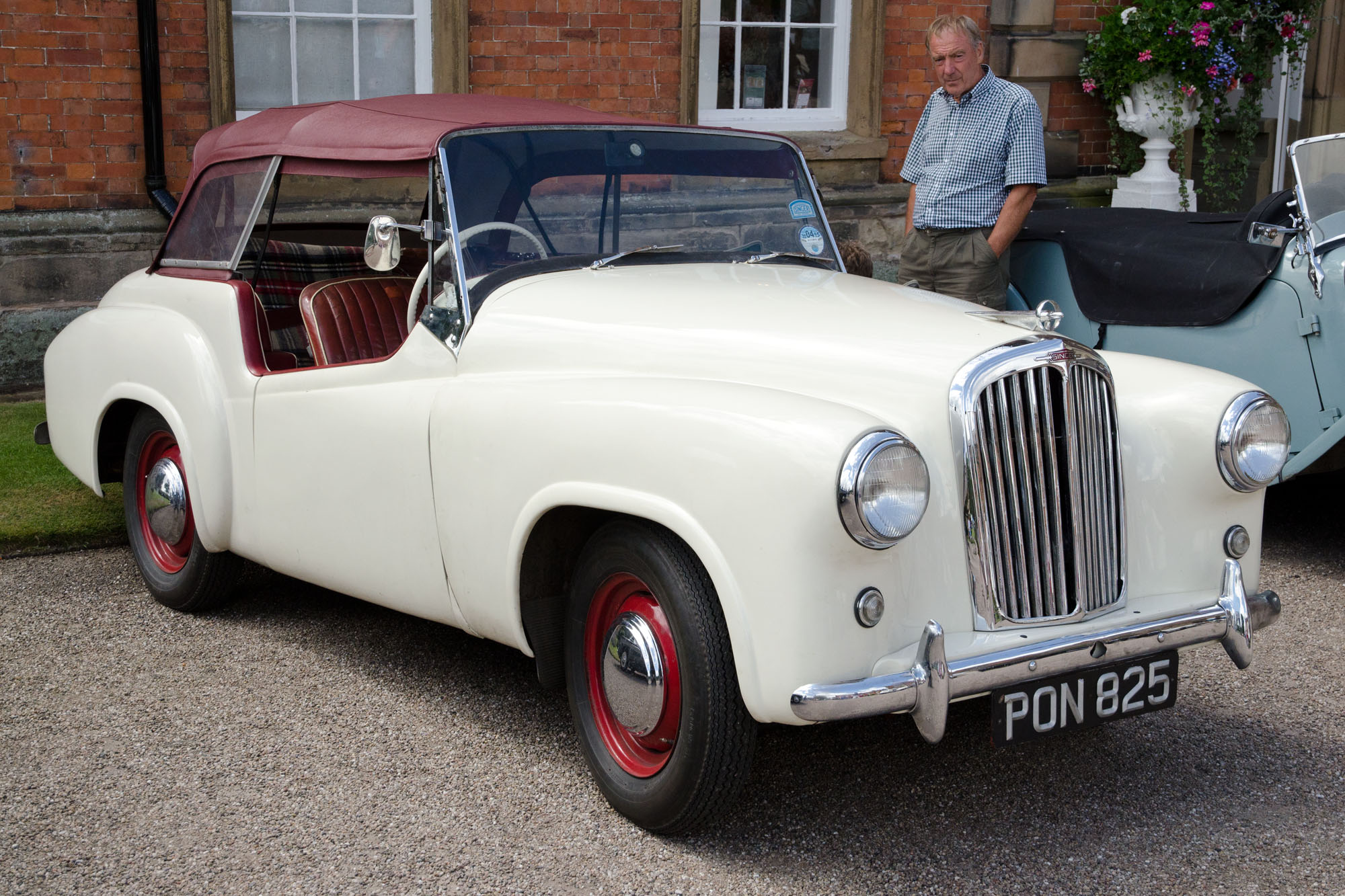
Singer SMX Roadster

Машини не мали попиту в США, тому не було «експортних» грошей і металу, з якого можна було б будувати машини. 1953 року один з дилерів фірми в США Білл Воган будує склопластиковий прототип SMX, він намірився будувати такі кузови для шасі Singer, завдяки яким машини краще розходилися б, оскільки пластик легший, і динамічні параметри покращилися б. Незабаром до проєкту приєднався глава проєктування фірми Singer — Джордж Мінтон, який також побачив перспективу склопластикових кузовів. Новий родстер отримав колеса зменшеного розміру, а головною «фішкою» кузова була носова частина машини, що відкидається вперед, майже через десять років Jaguar застосує такий тип доступу до мотора на своєму легендарному E-type. Було побудовано чотири або п'ять автомобілів, один з яких показали на Лондонському автосалоні в жовтні 1953 року, однак новинка залишилася непоміченою, тому на проєкті поставили хрест. Але ця машина дала поштовх деяким ентузіастам переробити свої родстери, таким, наприклад, як Жюлю Неуманну, який зробив склопластиковий корпус своєму Singer Nine Roadster 4AD.

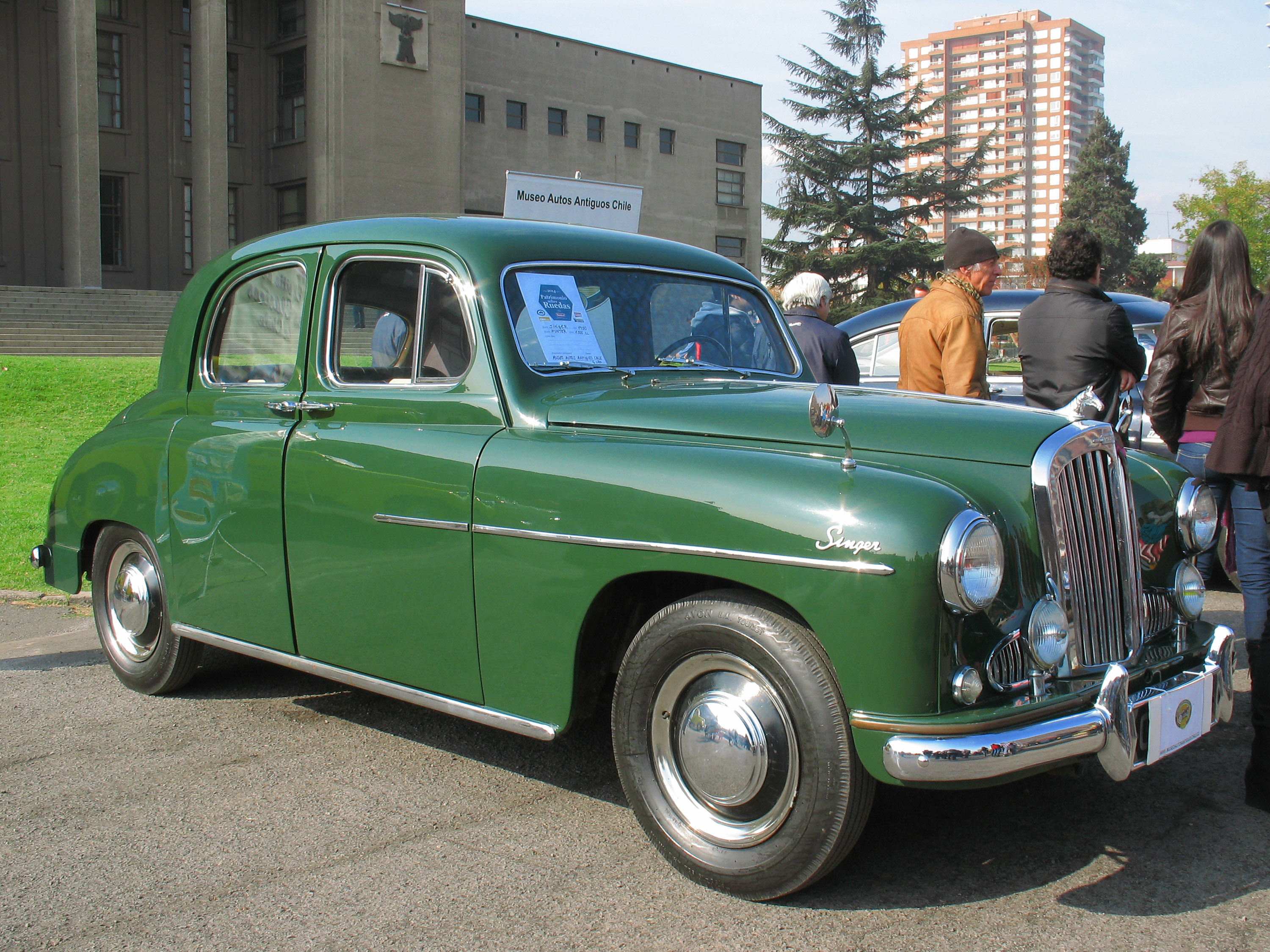
Singer Hunter

У вересні 1954 року седан оновлюється, він отримує нове оформлення лицьової частини, виконане в стилі торішнього прототипу, причому передок виготовляли з того ж матеріалу — скловолокна. Седан отримує разом з новим обличчям і нову назву, тепер це Hunter. Рульове управління нової машини стало легшим і спортивнішим, а як опцію можна було встановити підлогове розташування важеля КПП.

## Singer у складі компанії Rootes Group
Це була добре зібрана надійна машина, яка успадкувала одну погану рису попередньої моделі, — вона була занадто дорогою для свого класу, тому у вересні 1955 року з'явилася дешевша версія — Hunter S, яка відрізнялася відсутністю маскота на капоті, решіткою радіатора, пофарбованою в колір кузова, відсутністю хромованого декору та запасного колеса. Через місяць з'являється протилежна версія для людей, які мали гроші і хотіли чогось кращого, для них запропонували двовальний мотор 1.5 л, який розвивав 75 к.с., мотор моделі Hunter 75 був підготовлений фірмою HRG. А через кілька місяців фірму Singer Motors Ltd поглинув концерн колишнього дилера фірми, Біллі Рутса, який почав свій бізнес з перепродажу автомобілів марки Singer. Він став лордом Вільямом Рутсом, за спиною якого стояла тепер ціла автомобільна імперія.
Фірма продовжила випуск седанів, а ось родстери списали в архів, Hunter виробляли до серпня 1956 року, коли його місце зайняв продукт бедж-інженірингу концерну — Gazelle. Це був перелицьований Hillman Minx Series I, а оскільки боси вирішили зробити марку Singer такою, що зв'язувала доступні Hillman і дорогі Humber, то Gazelle Series I отримала і багатшу обробку, яка включала шкіряну і горіхову обробку салону. Кузовів запропонували два варіанти — седан і кабріолет, останній мав відмінну від Minx особливість — його дах міг фіксуватися в 3-х положеннях, а не в двох, — відкрите, напівзакрите (Coupe De Ville) і закрите. Єдина з трьох марок: Hillman, Sunbeam і Singer, які мали однакові кузовні панелі, тільки Singer мав власний мотор, який в одновальному варіанті форсували до 53 к.с..

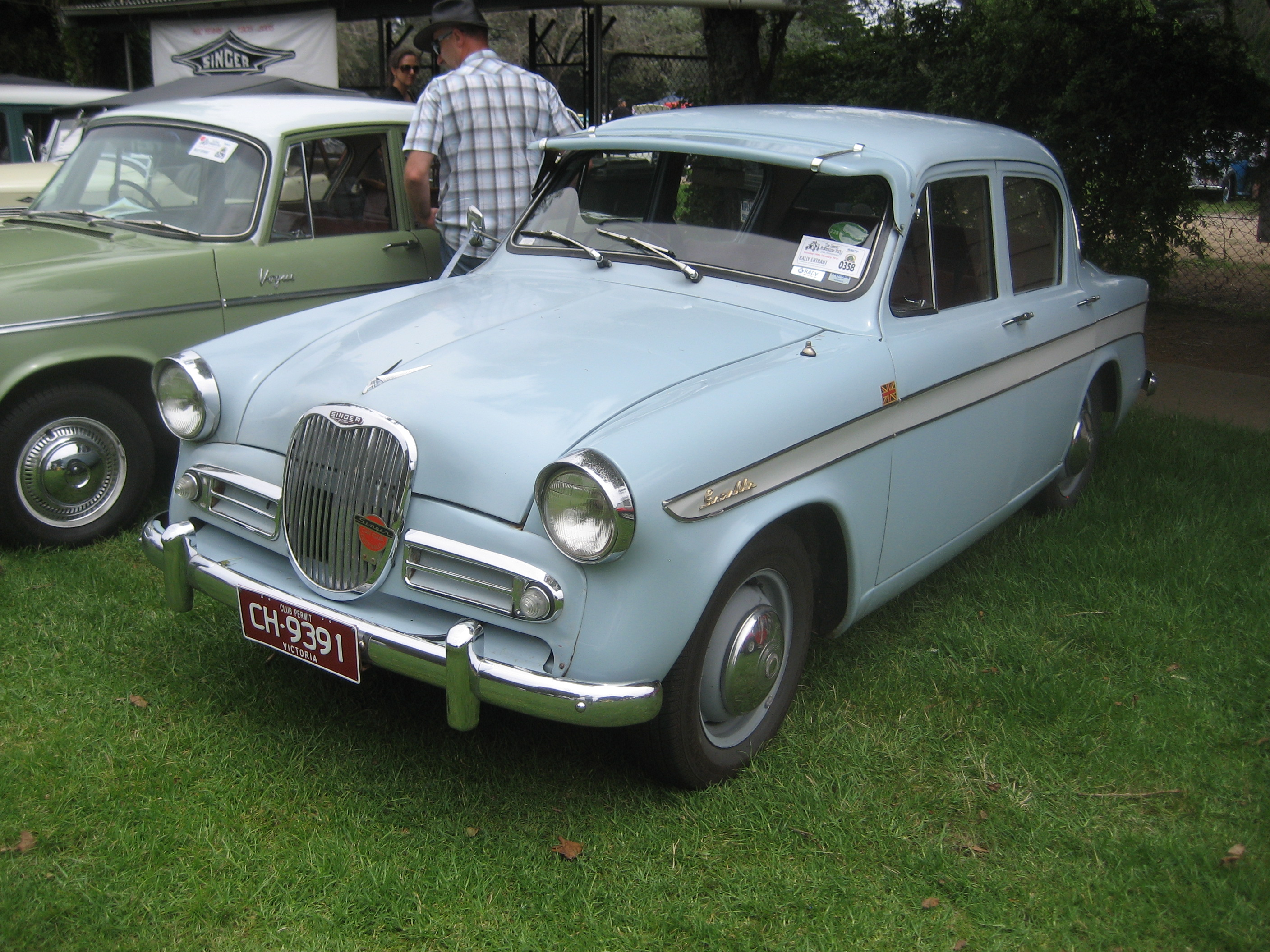
Singer Gazelle Series III

У жовтні 1957 року стався фейсліфт моделі, машина отримала додатковий декор передньої частини, змінилася і форма декору боковини, як опція стало можливо замовити овердрайв, також модельний ряд доповнився універсалом, це покоління машин отримало індекс Series II. У лютому 1958 року мотор фірми Singer припиняють випускати, замість нього під капот встановлюють двигун такого ж об'єму від Hillman Minx, але який видавав вже 60 к.с., ці автомобілі отримують індекс Series IIA, але вже у вересні з'являється Series III, яка відрізнялася сидіннями і деякими елементами декору.
Рівно через рік, у вересні 1959 року, виходить у світ Series IIIA, яка вже відрізнялася задніми крилами з кілями, великим лобовим склом (і тоншими стійками), важіль КПП переїхав з рульової колонки на підлогу, а на замовлення можна було встановити коробку автомат Easidrive. Мотор отримує два карбюратора і нову систему впуску, що дозволило зняти 64 к.с.. У серпні 1960 року на машині знову встановлюють тільки один карбюратор, зате встановили новий задній редуктор з гіпоїдною передачею, виробництво Series IIIB тривало до липня 1961 року, коли її змінила модель Series IIIC з 1.6 л двигуном, потужністю 53 к.с., зовнішні відмінності зводилися тільки до різних хромованих шильдиків.

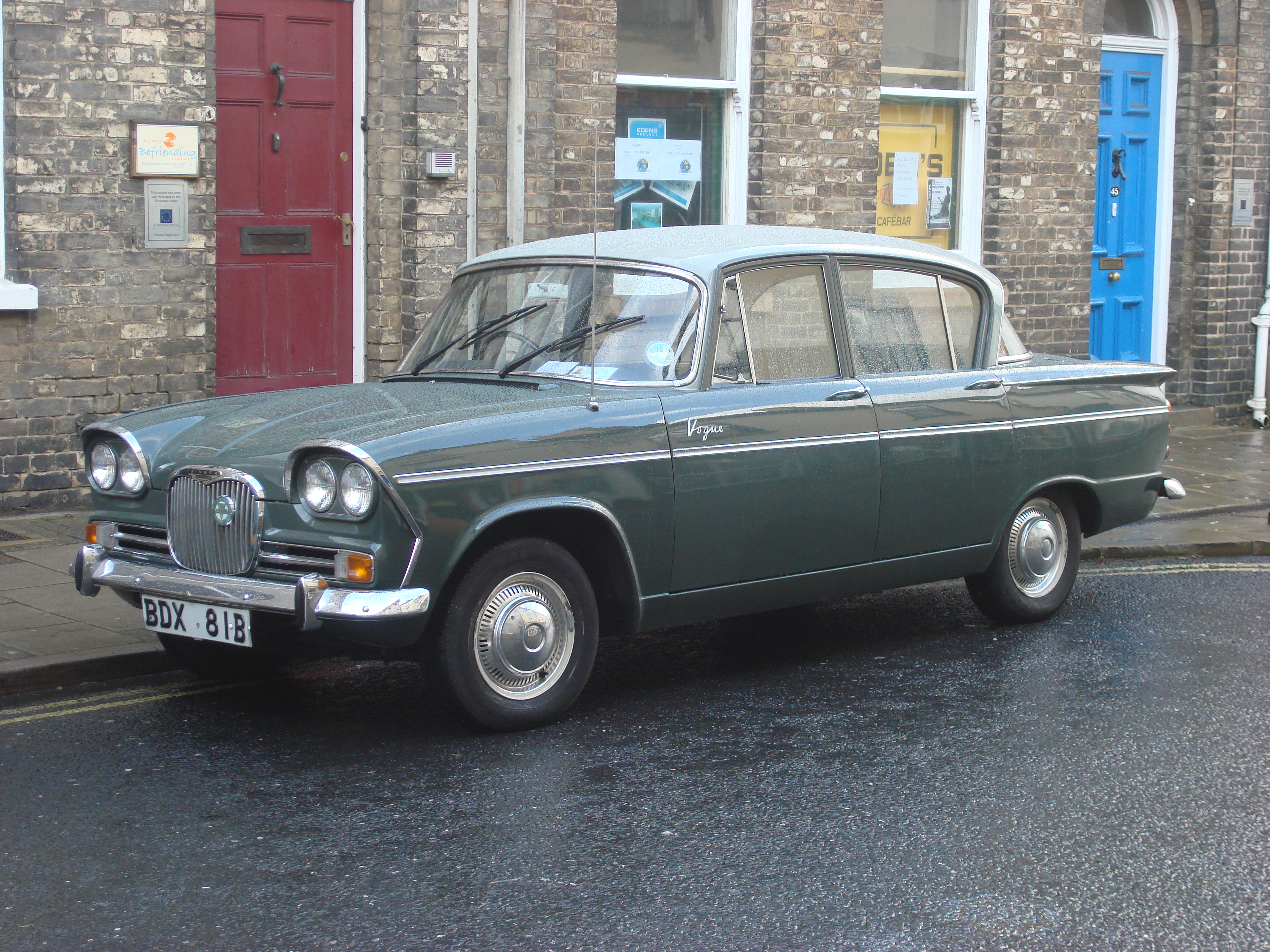
Singer Vogue Series I Saloon

Тоді ж стартував продаж нової моделі — Vogue, яка була побудована на базі Super Minx. Ця машина оснащувалася тим же 1.6 л мотором, але який видавав 66 к.с..

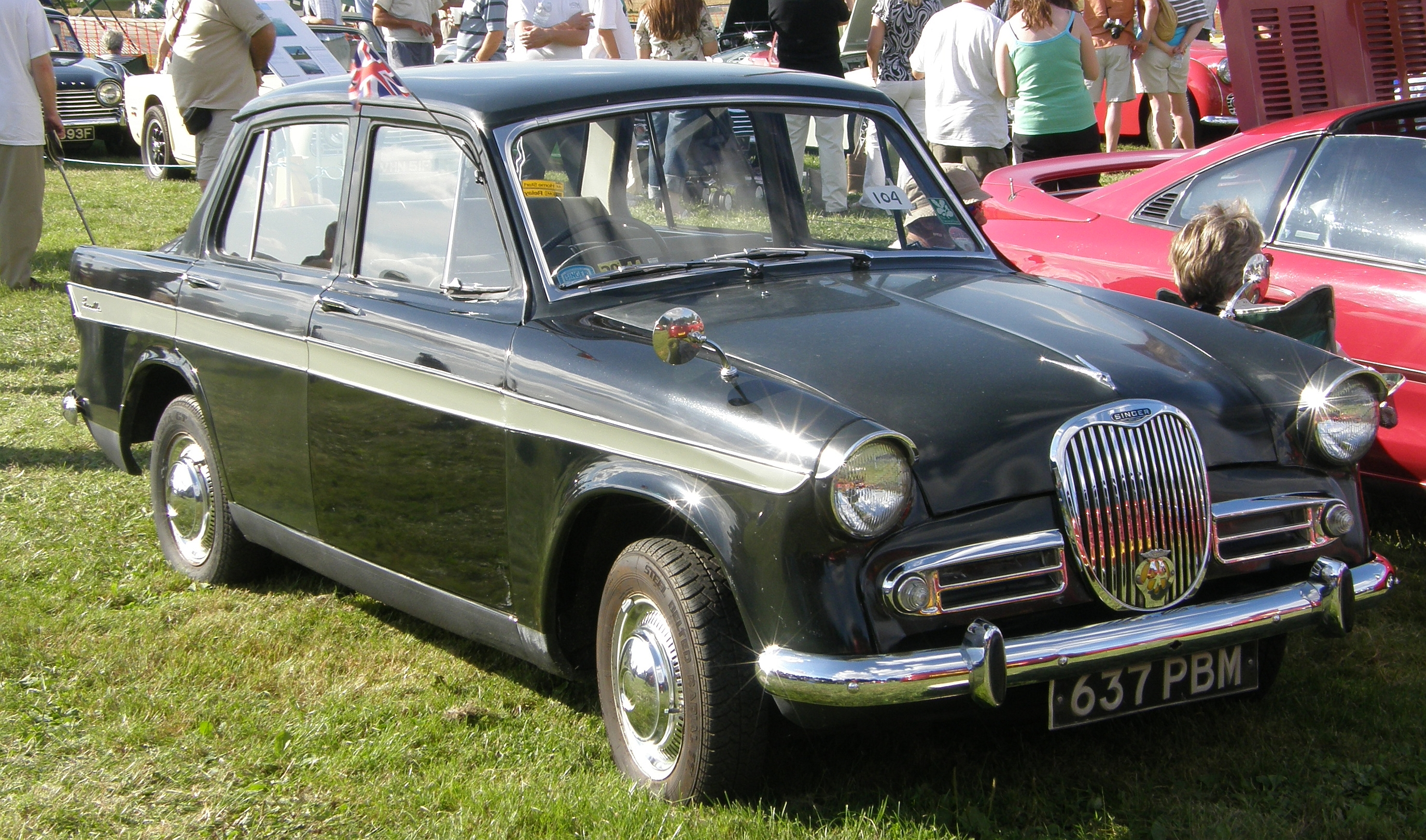
Singer Gazelle V

Навесні 1962 року було припинено виробництво відкритої версії Gazelle, а у вересні припинився випуск універсала, оскільки підготували більший Vogue Estate, тоді ж автомобілі моделі Vogue отримали дискові передні гальма і як опцію коробку автомат від Borg Warner, це покоління вже мало назву Vogue Series II. У вересні 1963 року припиняється випуск седана Gazelle Series IIIC, замість якої з'являється Gazelle Series V з переробленим кузовом (задні двері були подовжені і зник зворотний нахил її стійки), коробка передач була повністю синхронізована, а з 1964 року на цю машину встановити таку ж автоматичну трансмісію, що й у старшої моделі.

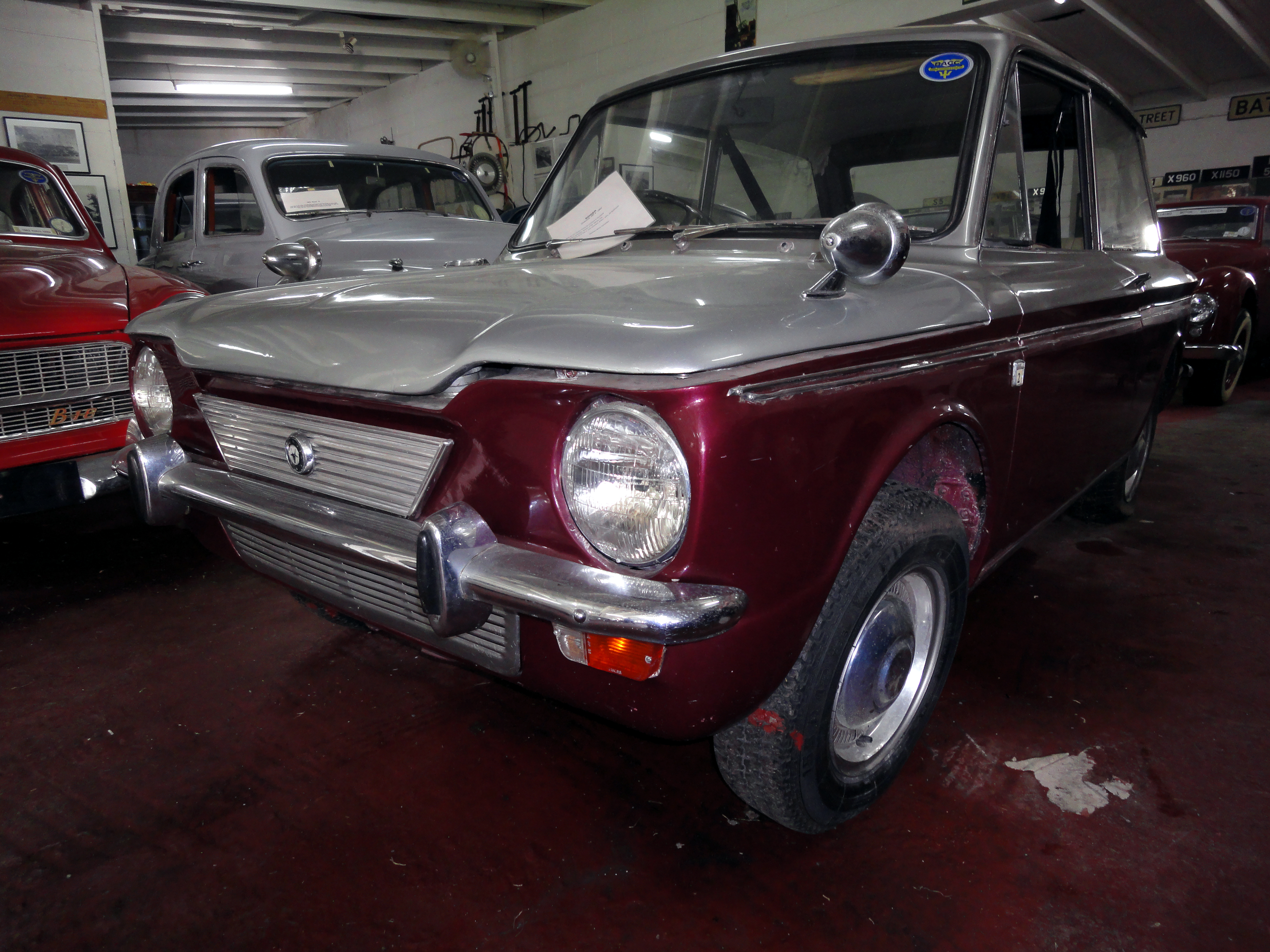
Singer Chamois

У 1964 році з'являється люкс-версія моделі Hillman Imp, яка отримує назву Singer Chamois, машина мала те ж технічне оснащення, тобто 875-кубовий мотор, але зовнішність і салон були значно облагороджені, зовні було багато хрому, а всередині були дерев'яні вставки і додаткові прилади, також машина мала ширші покришки, в порівнянні з Hillman.

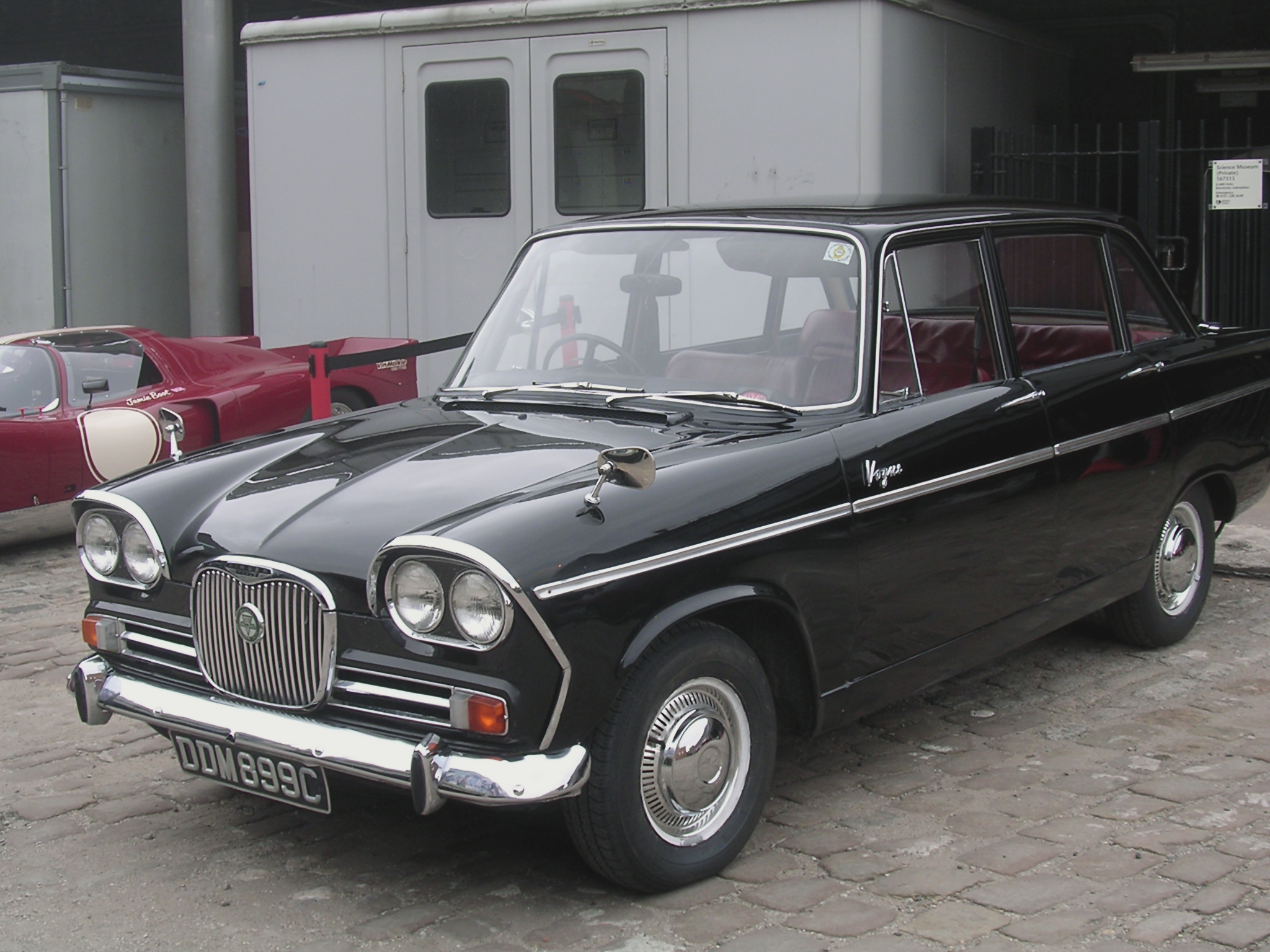
Singer Vogue Series IV Saloon

Старша модель модель наприкінці року оновлюється, Vogue Series III отримує новий дах і двигун 1.6 л від Sunbeam Rapier, потужністю 84 к.с., який в 1965 році змінюється на 1.7 л 80-сильний мотор, а разом з ним змінюється й індекс на Vogue Series IV. Такий же мотор отримує 6 серія Gazelle, але її двигун був дефорсований до 65 к.с.. Модель Chamois була також оновлена, салон отримав нові сидіння та опції, а мотор був форсований з 39 к.с. до 42, тепер це був Chamois MkII.

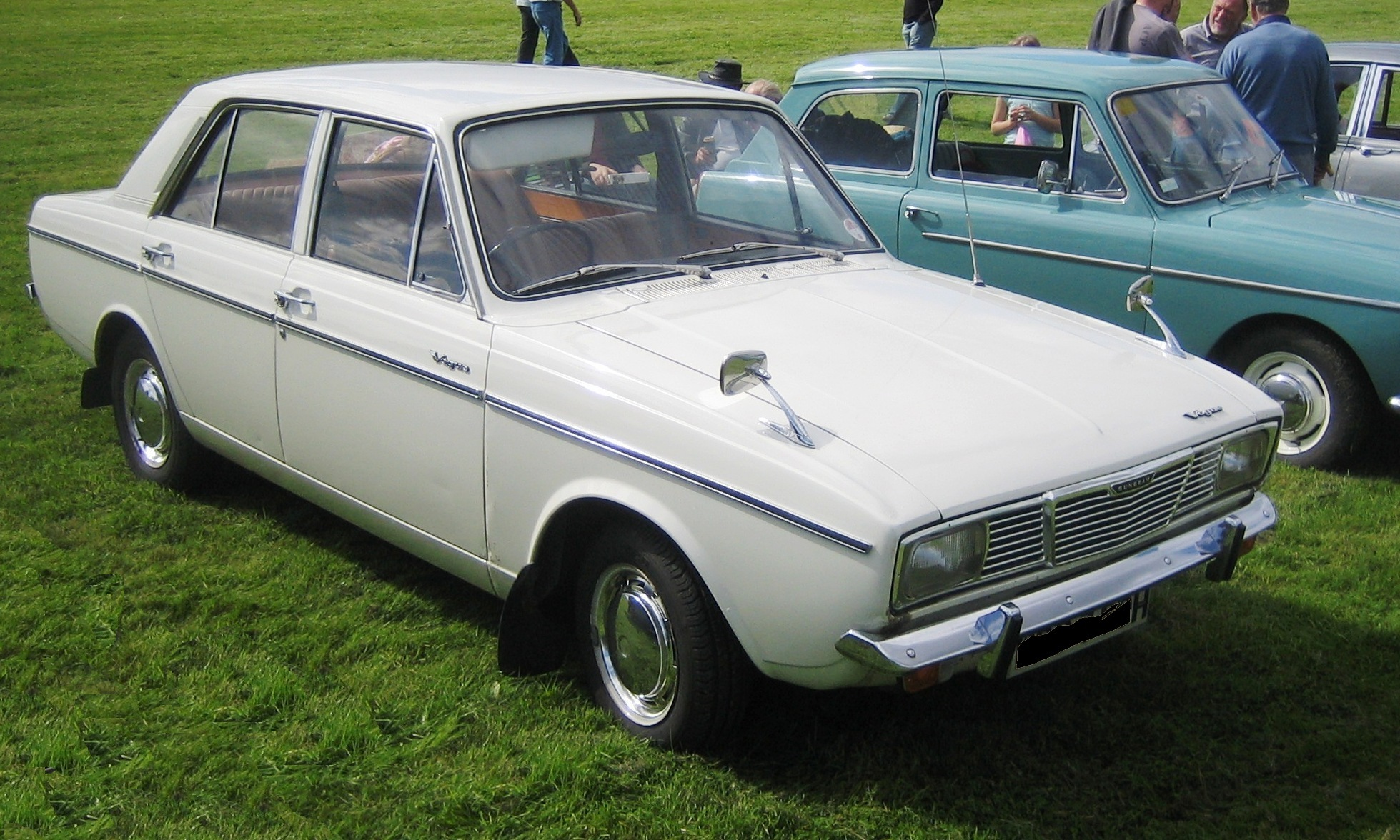
Singer Vogue

У 1966 році з'являється нове покоління Vogue, який мав кузов, аналогічний Hillman Hunter (назву Hillman дали на честь колишньої однойменної моделі фірми Singer). Машина була оснащена тим же 1.7 л двигуном, який розвивав колишні 80 к.с., але салон був оздоблений багатше, а носова частина мала інше облицювання і оптику. Оскільки марка Singer була практично невідома в Європі, то машину починають продавати там як Sunbeam Vogue, оскільки спортивний і розкручений Sunbeam не мав 4- і 5-дверного аналога у своїй виробничій програмі. Також у цьому році Chamois MkII отримує 1 л 51-сильну спортивну версію — Chamois Sport.

## Singer у складі компанії Chrysler

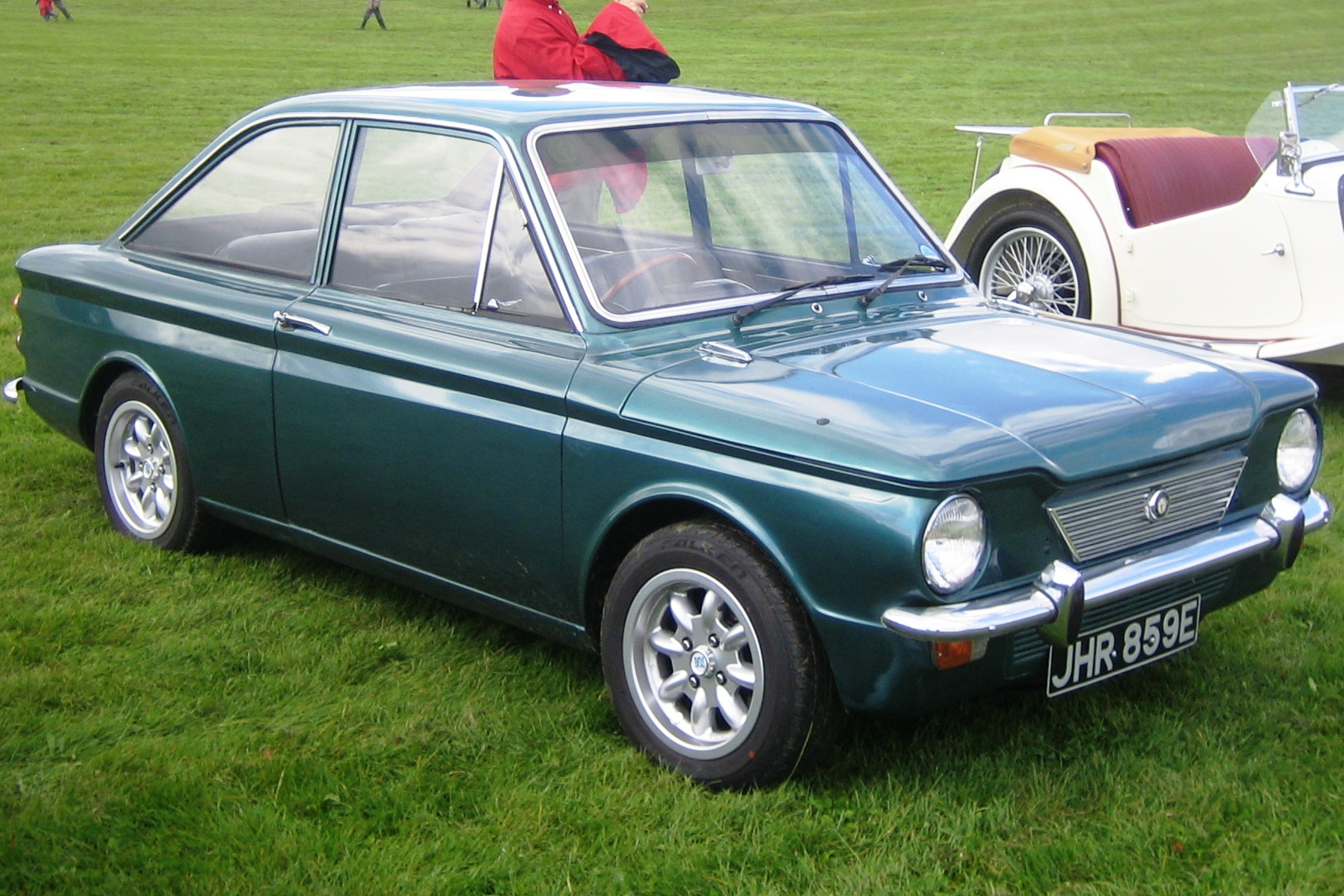
Singer Chamois Coupe MkI

У 1967 році Chrysler викуповує концерн Roores Group, у цей же період з'являються останні моделі фірми Singer, це були Chamois Coupe з 875-кубовим мотором і нове покоління автомобілів Gazelle, які були тими ж Vogue, тільки з 1.5 л двигуном. 1968 року модель Chamois отримує подвійні фари та інше оформлення декору.
Однак цим трьом моделям (Chamois, Gazelle і Vogue) судилося піти зі сцени в березні 1970 року, коли керівництво концерну Chrysler вирішило скасувати цю марку. Бренд не дожив до свого сторіччя всього п'ять років. Модель Vogue продовжили випускати під маркою Sunbeam, проте з нею покінчили через півроку, інші машини, які мали клонів серед двох брендів, відродитися не спромоглися. Наприкінці 1970-х фірма Peugeot викупила європейське відділення фірми Chrysler, тож бренд Singer, як і інші марки, що колись входили в сім'ю «Крайслера», належить їй.

## Список автомобілів Singer
- 1905 — Singer 15HP
- 1906 — Singer 12/14HP
  - Singer 20/22HP
  - Singer 7/9HP
- 1907 — Singer 8/10HP
  - Singer 10HP
  - Singer 12/15HP
- 1908 — Singer 20/25HP
- 1909 — Singer 16HP
- 1910 — Singer 16/20HP
- 1911 — Singer 15HP
- 1912 — Singer 10HP
  - Singer 25HP
  - Singer 20HP
- 1915 — Singer 15.9HP
- 1922 — Singer 15HP
- 1924 — Singer 10/26HP
- 1926 — Singer 8HP
  - Singer 14/34HP
- 1927 — Singer Junior
  - Singer Senior
  - Singer Six
- 1929 — Singer Super Six
- 1930 — Singer Senior Six
  - Singer Ten
- 1932 — Singer 12/6
  - Singer 18/6
  - Singer Silent Six
  - Singer Nine
- 1933 — Singer Twelve
  - Singer Fourteen-Six
  - Singer Sixteen
  - Singer Nine Le Mans
  - Singer 1 1/2-Litre
- 1934 — Singer Eleven
- 1935 — Singer Bantam
- 1937 — Singer Super Nine
  - Singer Super Twelve
  - Singer Super Ten
- 1939 — Singer Nine Roadster
- 1948 — Singer SM 1500
- 1953 — Singer SM 1500 Roadster
- 1954 — Singer Hunter
- 1956 — Singer Gazelle Series I
- 1957 — Singer Gazelle Series II
- 1958 — Singer Gazelle Series III
- 1961 — Singer Vogue Series I
- 1962 — Singer Vogue Series II
- 1963 — Singer Gazelle Series V
- 1964 — Singer Chamois
  - Singer Vogue Series III
- 1965 — Singer Vogue Series IV
- 1966 — Singer Vogue